# Derby de Munich
Vous lisez un « article de qualité » labellisé en 2016.
Le derby de Munich (en allemand : Münchner Stadtderby) est le match de football qui oppose les deux clubs principaux de la ville de Munich en Bavière (Allemagne) que sont le Bayern Munich et le TSV 1860 Munich. Au cours de leur histoire, les deux clubs ont entretenu l'antagonisme qui les oppose. La première confrontation a lieu en septembre 1902 et voit la victoire du FC Bayern. Le premier derby de l'ère du sport professionnel est disputé en août 1965 et voit la victoire du TSV 1860.
Les premières années du derby voient une domination nette du FC Bayern. À partir de 1916, les derbys s'équilibrent à l'exception de la période 1943-1949, largement à l'avantage du Bayern. Depuis 1971, le FC Bayern a retrouvé son hégémonie, le TSV 1860 n'ayant remporté que sept derbys toutes compétitions confondues depuis cette date. Entre 1902 et 2008, sur les 204 confrontations, 102 ont été remportées par le FC Bayern contre 50 pour le TSV 1860. À la suite de la relégation du TSV 1860 en 2. Bundesliga (deuxième niveau), aucun derby n'a eu lieu en championnat depuis 2004, les supporteurs se reportant sur l'opposition des équipes réserves, en Regionalliga (troisième puis quatrième niveau depuis 2008).
Les deux clubs partagent leur stade depuis 1925. Ainsi, après s'être joué au Grünwalder Stadion jusqu'en 1972 puis au Stade olympique de Munich jusqu'en 2005, actuellement, le derby se déroule en règle générale à l'Allianz Arena de Munich. Les rencontres, y compris entre réserves, sont considérées comme sensibles par la police et sont, de ce fait, accompagnées de dispositifs importants de sécurité.

## Nature de la rivalité
Les deux clubs s'opposent de par leur identité. En effet, le FC Bayern s'est imposé à partir des années 1960-1970 comme l'un des clubs les plus prestigieux d'Allemagne. Le TSV 1860, pour sa part, parmi les plus anciens clubs d'Allemagne et membre-fondateur de la Bundesliga, revendique un poids historique important. L'ancienneté des confrontations, la première datant de 1902, renforce l'aura de la rencontre. En outre, la rivalité est la plus ancienne d'Allemagne, plus ancienne encore que le Derby franconien, autre événement important du football bavarois.
L'engouement autour de la rencontre provient également du fait qu'il n'y a que très peu de derbys stricto sensu dans le football allemand. Ainsi, en 2015-2016, alors que les deux clubs évoluent dans des divisions différentes, aucune ville de 1. Bundesliga n'abrite plus d'un club. Selon Uli Hesse, spécialiste du football allemand, le derby de Munich est le « plus pur » des derbys allemands dans la mesure où les sièges des deux clubs sont situés à moins de deux kilomètres l'un de l'autre : il s'agit donc d'un derby répondant parfaitement à la définition traditionnelle selon le Centre national de ressources textuelles et lexicales de « match opposant deux clubs géographiquement proches ».
Les deux clubs s'opposent jusque dans les contextes de leurs créations respectives, relevant de deux mouvances de politique sportive différentes. En effet, les premières équipes munichoises se divisent en deux catégories : d'une part, les sections football des grands Turnvereine, clubs omnisports centrés sur la gymnastique dont fait partie le TSV 1860 ; et d'autre part un grand nombre de clubs nouveaux, centrés uniquement sur le football, comme le FC Bayern. Le football, comme tous les nouveaux sports d'origine britannique est alors considéré par ses nouveaux clubs comme « une alternative aux disciplines « nationalistes », « patriotiques » et parfois antisémites » pratiquées au cours du XIXe siècle dans les Turnvereine, dont la discipline principale fut longtemps la gymnastique,.
Une opposition purement politique s'est également creusée entre les deux clubs. Le passé trouble du TSV 1860 durant le Troisième Reich fait que des groupuscules néonazis continuent de phagocyter la base de supporteurs du club, tandis que les groupes ultras du FC Bayern sont réputés plus à gauche. Les affrontements en marge des derbys restent toutefois plutôt rares.
Le derby cristallise également une opposition sociale, entre le FC Bayern, club de la Schikeria, c'est-à-dire de la haute société munichoise, et surnommé à ce titre Schicki-Micki-Verein (en français : « l'association bon chic bon genre ») ; et le TSV 1860, réputé comme étant le club des travailleurs et des ouvriers, identité corroborée par l'affirmation de la journaliste Isabella Müller-Reinhardt, qui déclare en 2013 : « le style BCBG ne convient pas au [TSV] 1860 ».

## Histoire

### Premiers derbys (1902-1919)

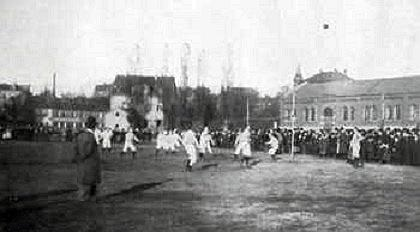
Match du FC Bayern Munich en 1901.

Le football commence à se développer à Munich à la fin du XIXe siècle. Il y a à l'origine plusieurs clubs de football à Munich, sans qu'aucun ne puisse prétendre à exercer sa suprématie sur les autres clubs de la ville. Les premiers clubs de football fondés sont le 1. Münchner Fußball-Club von 1896 et le FC Nordstern 1896 München, tous deux créés en 1896. La section football du TSV 1860 Munich débute en 1899, et le FC Bayern est fondé en 1900. En comparaison avec le reste de l'Allemagne du Sud — Alsace-Lorraine, Bade, Wurtemberg, Hohenzollern et Hesse — le football arrive donc relativement tardivement à Munich, pourtant plus grande ville de la région,. Les premières équipes munichoises se divisent en deux catégories : d'une part, les sections football des grands Turnvereine, clubs omnisports centrés sur la gymnastique, notamment le Turnverein vom Jahre 1860 (TV 1860) et le Männer-Turn-Verein von 1879 (MTV 1879) ; et d'autre part un grand nombre de clubs nouveaux, centrés uniquement sur le football, comme le FC Nordstern, le FC Bayern et le FC Wacker.
En mars 1900, le FC Bayern joue son premier match face au 1. Münchner Fußball-Club von 1896, qu'il bat 5-2. Le 15 avril 1900, le FC Bayern bat le FC Nordstern München sur le score de 15-0, ce qui constitue encore aujourd'hui l'une de ses plus larges victoires. Le 27 juillet 1902, le TV 1860 dispute son premier match officiel face au 1. Münchner Fußball-Club von 1896. Le match est perdu 4-2. Dès 1903, le FC Bayern s'impose comme le club le plus attractif et performant de Munich, et remporte la majorité des trophées locaux, notamment la Coupe de Munich.
Le TSV 1860 et le FC Bayern s'affrontent pour la première fois le 21 septembre 1902. Le FC Bayern s'impose 3-0. Le 1er novembre 1903, le « match retour » s'achève en faveur du TV 1860, qui gagne 2-0. Pendant ses premières années, le FC Bayern accorde beaucoup plus d'importance aux matchs disputés contre le MTV 1879 que contre le TV 1860. Ceux-ci sont des « combats sans merci » s'achevant le plus souvent par la victoire du FC Bayern. En effet, le FC Bayern est issu d'une scission du MTV 1879, et ce dernier était encore considéré comme le club sportif le plus important de Munich à cette époque. À partir de 1905, les matchs les plus importants sont ceux opposant le FC Bayern au Karlsruher SC, club qui domine alors le football dans le Sud de l'Allemagne.

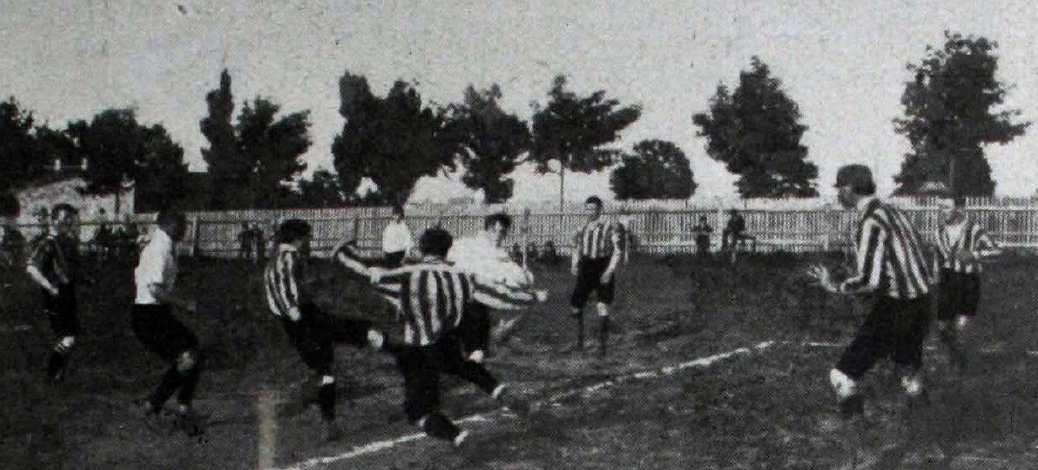
Scène de derby entre le FC Bayern et le FC Wacker en 1907.

En septembre 1907, le FC Bayern inaugure son nouveau terrain avec un derby face au FC Wacker, remporté 8-1. Le 26 avril 1908, le TV 1860 gagne 2-0 face au FC Bayern. Ce résultat revêt néanmoins une importance anecdotique pour les Rouges, qui disputent ce match entre deux rencontres internationales : l'une face au prestigieux Cercle athlétique de Paris et l'autre face à The Pirates, une sélection de joueurs anglais.
En 1911, le TV 1860 s'installe sur un terrain de la Grünwalder Straße, connu plus tard comme Grünwalder Stadion. Le 18 février 1912, le premier derby joué au Sechzgerplatz (en français : « terrain des Soixante ») est remporté 1-0 par le FC Bayern. Entre le 19 octobre 1908 et le 20 octobre 1912, le FC Bayern remporte les 11 matchs opposant les deux formations. La victoire du 3 octobre 1909 reste comme étant la plus large du FC Bayern dans l'Histoire des derbys. Les derbys, souvent déséquilibrés, ne fédèrent toujours pas les foules, qui préfèrent les matchs opposant le FC Bayern au FC Wacker ou au MTV 1879, d'un meilleur niveau que le TV 1860. Selon le journaliste Sven-Ole Knuth, « au début du XXe siècle, rien ne laissait présager que cette opposition allait se transformer en l'un des derbys les plus importants du football allemand ».
En 1913-1914, les deux clubs ne s'affrontent qu'en matchs amicaux car, tandis que le FC Bayern évolue au plus haut niveau, le TV 1860 évolue en Classe A, un championnat de deuxième niveau dont il finit champion, ce qui lui permet de retrouver l'élite régionale. Les championnats sont toutefois interrompus en 1914-1915 mais reprennent pour le reste de la Première Guerre mondiale. Fin novembre 1915, le FC Bayern « se réjouit » d'une victoire 2-0 face au TV lors d'un match décisif de Kriegsgaumeisterschaft, championnat de guerre nouvellement mis en place en Bavière. Le 12 décembre 1915, c'est à l'issue d'un derby que, malgré le score nul 1-1, le FC Bayern s'assure le titre de « Champion de guerre de Bavière du Sud 1915 ». À l'issue du Championnat d'Automne 1915, le FCB et le TV 1860 s'affrontent en finale de la Kriegsgaumeisterschaft, à l'avantage du FC Bayern (2-0; 1-1). Au printemps 1916, les deux clubs sont dans une situation analogue, mais cette fois-ci, c'est le TV 1860 qui s'impose et accède à la finale de Bavière du Sud, puis à la finale régionale.

### Les derbys sous Weimar (1919-1933)
Après une brève interruption des championnats en raison de la Révolution allemande de 1918-1919, ceux-ci reprennent rapidement, dès l'automne 1919,. Dans les années 1920, le FC Bayern, club le plus important en termes de membres-cotisants, est sérieusement concurrencé sur le plan sportif par le FC Wacker et le TSV 1860. Le Süddeutscher Fußball-Verband, (en français : Fédération de football d'Allemagne du Sud), amputé de l'Alsace-Lorraine, divise ses championnats de premier niveau en dix poules de Kreisliga; en 1919-1920, sept des dix clubs participants au groupe Südbayern (en français : « Bavière du Sud ») sont basés à Munich. Le FC Bayern, devenu Turn-und-Sportverein Jahn en 1919 en raison d'une fusion,, remporte la poule, devant le TSV 1860, deuxième, et le FC Wacker, troisième. En 1921, c'est le FC Wacker qui remporte la Kreisliga.
À partir de 1921, le TSV 1860 fait jeu égal avec le FC Bayern, et les derbys sont plutôt équilibrés. En outre, c'est à cette période que le « mythe du derby » commence à se développer autour de la confrontation entre les deux équipes, qui se disputent toutes les deux le haut de tableau en championnat et font alors partie des meilleures équipes d'Allemagne. En 1922, avec treize victoires et une défaite, les deux clubs sont à égalité en tête de leur poule. Pour savoir quel club pourra disputer la finale face au FC Wacker, vainqueur de l'autre poule, un match d'appui est organisé et le SV 1860 s'impose 1-0 au détriment de son rival. La finale est néanmoins remportée par le FC Wacker, qui conserve son titre de champion. En 1922-1923, la Kreisliga est à nouveau dominée par les trois principaux clubs de Munich : le TuSV Jahn (FC Bayern) est vainqueur du groupe, le SV 1860 est deuxième et le FC Wacker troisième. Les derbys entre les trois clubs de Munich constituent alors des points forts du championnat opposant de « spectaculaires adversaires ».
En 1923-1924, pour la première saison de Bezirksliga, championnat remplaçant les Kreisligen à la suite d'une refonte, trois des huit clubs du critérium de Bavière sont basés à Munich : le FC Bayern, le TSV 1860 et le FC Wacker. À l'issue de la saison, où le FC Bayern finit troisième, le TSV 1860 cinquième et le FC Wacker sixième, le FC Teutonia Munich est promu. Le 1er novembre 1924, à l'issue d'un derby « captivant » (2-2), le FC Bayern « arrache » un point important pour le titre. Cette saison-là, c'est le FC Wacker qui a la suprématie sur la ville, terminant à la troisième place, le FC Bayern étant quatrième, le SV 1860 cinquième et le FC Teutonia Munich dernier.
En 1925, le FC Bayern a déjà joué 302 matchs contre des équipes de Munich, et en a remporté 222, pour 40 matchs nuls et 43 défaites. Le « concurrent le plus difficile » du club est alors le MTV 1879, contre lequel le FC Bayern s'est toutefois imposé 29 fois sur les 53 rencontres. Les matchs contre le TSV 1860 sont « très durs » malgré des statistiques largement en faveur du FC Bayern : sur les 57 rencontres, on compte 31 victoires du FCB contre 12 du TSV 1860. Le FC Wacker est l'adversaire face auquel le FC Bayern présente les statistiques les plus flatteuses. En outre, sur les 52 rencontres, les Rouges en ont remporté 32 contre 12 défaites seulement.
À partir de 1927, la Bezirksliga bavaroise est divisée en deux groupes : Bavière du Nord et Bavière du Sud. Le FC Bayern, le SV 1860, le FC Wacker et le DSV Munich sont affectés au groupe Bavière du Sud. Ainsi, pour 1927-1928, quatre des sept équipes sont basées à Munich. C'est le FC Bayern qui remporte la poule. Dans les années 1920, le TSV 1860 entre dans un lent processus de nazification alors qu'en 1930, le FC Bayern se dote d'un entraîneur juif, l'international autrichien Richard Dombi Kohn,.
En 1932, le FC Bayern remporte la finale du championnat d'Allemagne pour la première fois de son histoire. Il s'agit alors d'une compétition qui fait s'affronter un ou plusieurs représentants de chaque fédération régionale. Il faut attendre 1942 pour que le TSV 1860 remporte à son tour un championnat d'envergure nationale, avec le Tschammer-Pokal, la coupe d'Allemagne.

### Période nazie (1933-1945)
Avec l'arrivée au pouvoir du NSDAP en 1933, le FC Bayern est dénoncé comme « club juif » et en être ouvertement supporteur devient dangereux. Au contraire, selon Anton Löffelmeier, le TSV 1860 est le club munichois qui s'est le plus impliqué dans la collaboration avec les autorités nazies pendant cette période. Ainsi, à partir de 1933, la dimension politique s'ajoute très clairement à la dimension purement sportive de la rivalité, les deux clubs devenant ouvertement antithétiques.
Les directions opposées prises par les deux clubs s'expliquent de par le fait que le TSV 1860, club omnisports par nature, était doté d'une importante section de gymnastique, membre de la Deutsche Turnerschaft, association qui regroupe l'ensemble des clubs de ce genre au niveau national. Cette dernière était très impliquée dans la machine de propagande nazie, ce qui a facilité la nazification du club dans son entier. Au contraire, le FC Bayern était un club axé principalement sur le football, et dont les dirigeants et membres étaient « plus jeunes, plus modernes et plus progressistes ». De plus, le FC Bayern s'inscrivait dans un milieu plus bourgeois que le TSV 1860, et donc moins touché par la Grande Dépression des années 1930 dont la principale conséquence fut l'arrivée d'Adolf Hitler au pouvoir en Allemagne. On peut également souligner le fait qu'il y avait plus de membres juifs au FC Bayern qu'au TSV 1860, dont le président Kurt Landauer qui fut forcé à la démission en 1933 puis interné au Camp de concentration de Dachau avant de parvenir à émigrer en Suisse en mai 1939,.
De ce fait, quand les joueurs du FC Bayern étaient tous enrôlés dans la Wehrmacht, l'armée allemande, et envoyés au front, ceux du TSV 1860 étaient plus volontiers envoyés au Reichsarbeitsdienst, sorte de service civil obligatoire. Cette différence de traitement des joueurs actifs provenait complètement de la présumée prédominance juive au sein du FC Bayern, opposée à la fidélité au régime du TSV 1860. Le FC Bayern est « aryanisé » et son exécutif subit une « nazification forcée ». Malgré les efforts du FCB pour rentrer davantage dans le carcan du régime, c'est le TSV 1860 qui bénéficie du soutien des autorités nazies.
À partir de 1933, les championnats allemands sont réorganisés et les meilleurs clubs participent aux Gauligen, championnat sous l'égide des autorités nazies. La saison 1933-1934 est dominée par le 1. FC Nürnberg et le SV 1860. Le FC Bayern est troisième. À la fin de la guerre, les Gauligen sont dissoutes. Sur l'ensemble des saisons de Gauliga, le TSV 1860 se classe plus souvent devant le FC Bayern que l'inverse.
Le déclenchement du conflit mondial entraîne de fortes perturbations dans l'organisation du football en Allemagne et en Bavière. Ainsi, au début de la Seconde Guerre mondiale, en raison des enrôlements massifs dans l'Armée allemande, il devient de plus en plus difficile de former des équipes réserves, notamment au niveau des championnats locaux organisés à l'échelle des districts. Ainsi, pour faire face à la pénurie de joueurs, le TSV 1860 et le FC Bayern ont alors été amenés à fusionner certaines de leurs équipes,. Cette union temporaire ne concernait pas les équipes premières des deux clubs. En 1939, les matchs de la Ligue de Bavière ne commencent que le 1er novembre 1939. À partir de 1942, les voyages de plus de 50 km sont interdits, en conséquence de quoi la Gauliga Bayern est divisée en deux. Le TSV 1860 est le premier champion du groupe Südbayern (en français : Bavière du Sud), où son seul concurrent sérieux était le FC Bayern.
En novembre 1942, le TSV 1860 remporte avec le Tschammer-Pokal 1942, la Coupe d'Allemagne, son premier trophée d'envergure nationale, ce qui lui permet de sortir de l'ombre du FC Bayern. En octobre 1943, un bombardement allié endommage sérieusement le Grünwalder Stadion. Par la suite, les championnats de Bavière et en particulier la Gauliga 1944 sont annulés, alors que le FCB était en tête et le TSV 1860 troisième. Pour la saison 1944-1945, les championnats de Bavière sont divisés en cinq groupes, dont un regroupant la région de Munich. Le TSV 1860 et le FC Bayern y côtoient d'autres clubs de Munich, de Fürstenfeldbruck et d'Ingolstadt. En raison de l'avancée de la guerre, les championnats sont interrompus et les matchs manquants jamais joués. Le FC Bayern était alors largement en tête et le TSV 1860 deuxième.
Le 22 avril 1945, le FC Bayern et le TSV 1860 disputent le dernier derby avant la fin du conflit, en amical. Le FCB s'impose 3-2. Entre le 12 février 1933, premier derby après la nomination de Hitler au poste de Chancelier du Reich, et le 22 avril 1945, 28 derbys sont disputés. Le bilan est à l'avantage du FC Bayern, qui en remporte treize, le TSV 1860 ne s'imposant que huit fois.

### Montée en puissance puis lutte indirecte (1945-1969)
Après la Seconde Guerre mondiale, le Städtisches Stadion an der Grünwalder Straße est complètement détruit par les bombardements. En application des accords de Yalta, la Bavière est intégrée à la Zone d'occupation américaine en Allemagne dès mai 1945. Le derby amical prévu le 22 juillet 1945 n'est pas autorisé par les autorités américaines mais une confrontation peut finalement se tenir une semaine plus tard. Le premier match de l'après-guerre est ainsi un match nul 2-2.
En août 1945, des travaux sont entrepris pour niveler le terrain et réparer les buts. Le 26 août 1945, 12 000 spectateurs se massent dans des tribunes non encore réhabilitées pour assister au premier derby au nouveau Grünwalder. Le FC Bayern s'impose face à son rival par 4 buts à zéro. Les Américains, conscients de l'utilisation du sport à des fins de propagande sous le Troisième Reich, apportent leur soutien au FC Bayern, « victime du nazisme », au détriment du TSV 1860.
À partir de 1945, le TSV 1860 et le FC Bayern s'affrontent régulièrement en Oberliga Sud, nouveau championnat de premier niveau mis d'abord en place au niveau des zones d'occupation alliée puis selon des groupes géographiques. À cette période, la rivalité tient beaucoup de la différence sociale entre les deux clubs. Selon le réalisateur Michael Verhoeven, « 1860 - c'étaient les prolétaires, le FC Bayern, c'était quelque chose de supérieur. Pour cette raison, on se disputait toujours à l'école entre les fans du 1860 et ceux du FC Bayern, on se bagarrait littéralement ». Il est intéressant de noter que la rivalité se limite aux aspects sportifs et sociaux, et que les joueurs et supporteurs du FC Bayern n'éprouvent aucune rancœur envers ceux du TSV 1860 pour s'être impliqués davantage dans le nazisme pendant les années précédentes.
À l'issue de la saison 1952-1953, le TSV 1860 est relégué en 2. Oberliga (deuxième niveau). Le 18 avril 1953, le dernier derby avant la relégation est un match nul 2-2 alors que le TSV 1860 menait 2-0 peu avant la fin. Le TSV 1860 obtient sa promotion en 1955 mais cette même saison, le FC Bayern est relégué à son tour. Le FC Bayern parvient à remonter immédiatement mais le TSV 1860 ne se maintient pas, il faut donc attendre 1957 pour revoir des derbys en championnat. En 1957-1958, le TSV 1860 se classe sixième avec six points de plus que le FC Bayern, septième. En 1958-1959, le FC Bayern est quatrième, avec neuf points de plus que le 1860, sixième. Pourtant, à la fin des années 1950, le TSV 1860 est considéré comme le club le plus connu de Munich.
En 1960-1961, la victoire 6-2 du FC Bayern face au TSV 1860 lors du derby retour constitue le « seul point fort » de leur saison. Le FC Bayern termine huitième et le TSV 1860 sixième. Le 3 février 1963, le TSV 1860 s'impose 3-1 lors du derby, faisant ainsi un pas de plus vers la Bundesliga, nouveau championnat national professionnel mis en place à partir de la saison 1963-1964. Champion de l'Oberliga Sud 1962-1963, le TSV 1860 est promu en Bundesliga au contraire du FC Bayern qui participe à la première saison des nouvelles Regionalligen (qui devient le plus haut niveau régional). Ainsi, entre 1963 et 1965, les deux clubs ne s'affrontent qu'en matchs amicaux. La participation du TSV 1860 à la première saison de la Bundesliga va considérablement renforcer la rivalité entre les deux clubs, d'autant plus qu'à partir de cette période, aucun autre club munichois ne participe aux championnats professionnels.

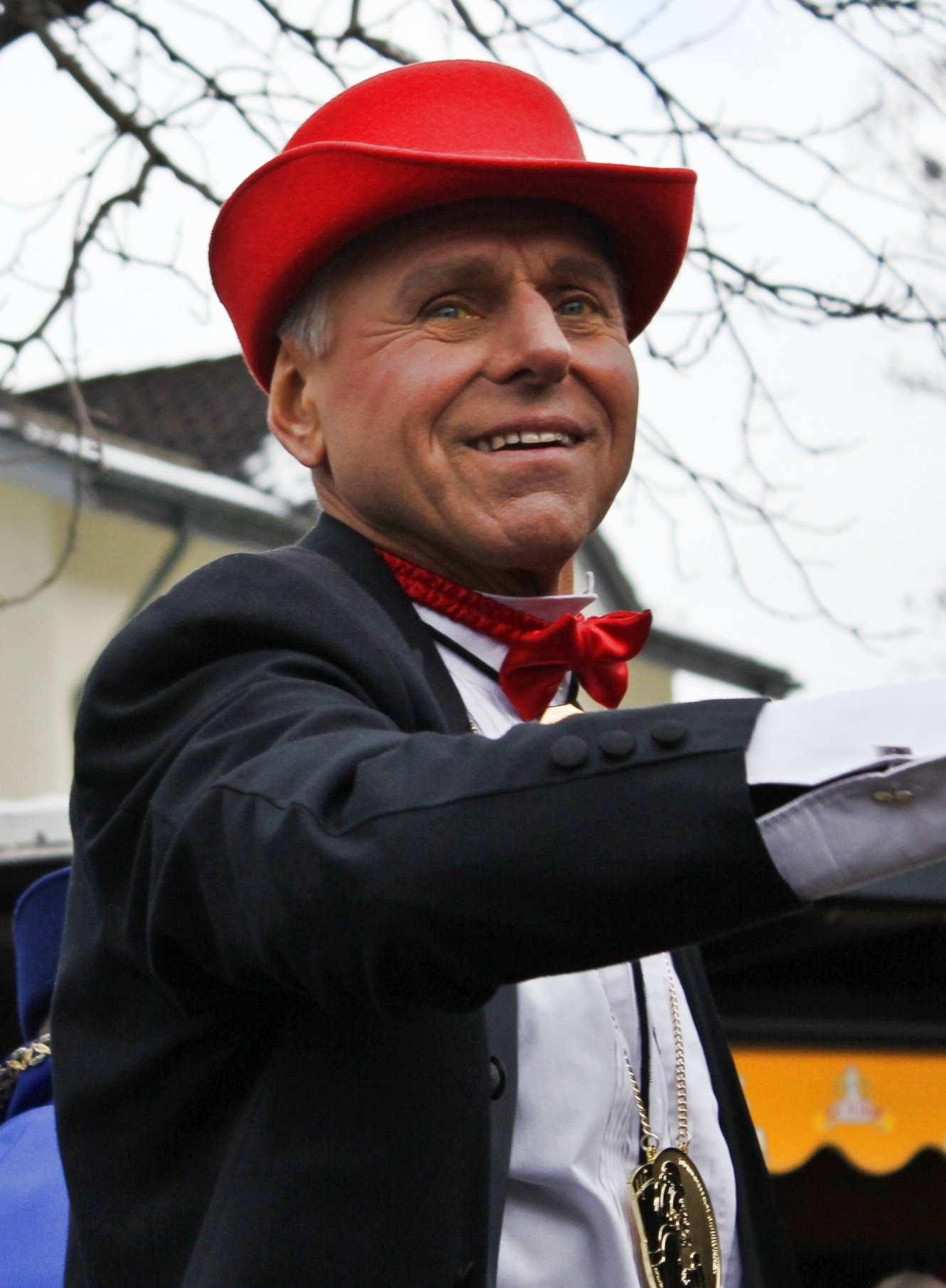
Timo Konietzka, premier buteur professionnel du derby

Le 14 août 1965, les deux clubs se rencontrent pour la première fois en Bundesliga. Le match est remporté 1-0 par le TSV 1860. Le seul et unique but du match est marqué par Timo Konietzka après seulement trente secondes de jeu. Le reste du match s'est caractérisé par un jeu violent inhabituel pour les deux équipes, si bien que le sélectionneur de l'équipe d'Allemagne Helmut Schön, présent dans les tribunes, serait parti peu après la seule expulsion du match, prononcée à la 86e minute contre le joueur du FC Bayern Dieter Danzberg, en s'exclamant « c'est bon, j'en ai assez vu ». Avec cette victoire, le TSV 1860, déjà finaliste de la Coupe d'Europe des vainqueurs de coupe de football 1964-1965, confirme ses ambitions sur le championnat allemand, dont il termine champion cette saison-là. C'est toutefois le FC Bayern qui remporte le derby retour (3-0), pour finir à une honorable troisième place. C'est la seule fois dans l'histoire de la Bundesliga que les deux clubs munichois terminent la saison sur le podium.
Cette saison 1965-1966 peut être considérée comme le début du tournant de la rivalité entre les deux clubs, puisqu'il s'agit de l'apogée du TSV 1860 et de la première saison en Bundesliga du FC Bayern. Aussi, la rivalité atteint un paroxysme à la fin des années 1960 où les derbys voient s'affronter deux des meilleures équipes allemandes de l'époque. Le 6 mai 1967, les deux clubs s'affrontent en demi-finale du DFB-Pokal, la coupe d'Allemagne. Le FC Bayern gagne 3-1 et se qualifie pour sa première finale au détriment de son rival, grâce à des buts de Peter Kupferschmidt et Rainer Ohlhauser, qui réalise un doublé.
Le 30 mars 1968, avant le derby, le FC Bayern est classé deuxième et le TSV 1860 treizième. C'est toutefois le TSV 1860 qui remporte le match (3-2). L'entraîneur du FC Bayern déclare après la rencontre « aujourd'hui, nous avons joué comme des amateurs ». À l'issue de la saison 1967-1968 cependant, pour la première fois depuis la création du championnat professionnel, le FC Bayern se classe mieux que le TSV 1860 tout en affichant une affluence moyenne supérieure à celle de son rival.

### Entre déclin du TSV et grandeur du Bayern (1969-1994)
Tandis que le FC Bayern remporte ses premiers titres de Champion d'Allemagne professionnel, le TSV 1860 entame un lent déclin. Ainsi, en contraste avec les quatre titres remportés par le FC Bayern en 1969, 1971, 1972 et 1973, le TSV 1860 découvre la Regionalliga (deuxième niveau national, qui devient en 1974 la 2. Bundesliga) où il est relégué en 1970. Cette période-charnière peut être considérée comme une passation entre les deux clubs, le FC Bayern redevenant le club le plus compétitif de Munich, à la place auparavant occupée par le TSV 1860.
Entre 1970 et 1977, le TSV 1860 et le FC Bayern évoluent donc dans des divisions différentes. Des matchs amicaux sont toutefois régulièrement organisés. En 1972, la Fédération allemande de football organise une compétition d'avant-saison en ouverture des Jeux olympiques d'été de 1972, disputés à Munich : le Liga-Pokal. Le FCB et le TSV 1860 sont affectés au groupe 8. Le premier match, en inauguration du Stade olympique de Munich, attire 80 000 spectateurs, un record. Le FC Bayern s'impose 3-1. Le match retour, joué le 23 août 1972 voir le FC Bayern s'imposer à nouveau, 5-3, mais aucun des deux clubs ne se qualifie pour les quarts de finale,.
Promu de 2. Bundesliga à l'issue d'un match de barrages, le TSV 1860 retrouve la Bundesliga en 1977. Le 12 novembre 1977, les deux clubs s'affrontent lors du premier derby de Bundesliga depuis 1970. Le TSV 1860, après 14 journées, n'a toujours pas gagné un seul match. Le FC Bayern, pour sa part, n'est classé que quatorzième. À la 33e minute, Karl-Heinz Rummenigge marque le premier but, pour le FC Bayern. C'est toutefois, le TSV 1860 qui gagne la rencontre, marquée notamment par l'expulsion de Rummenigge, après qu'il a donné une gifle à Erhard Hofeditz. Le match retour est un match nul 1-1 « sans saveur ».
En 1978, seizième du classement, le TSV 1860 est à nouveau relégué en 2. Bundesliga mais parvient à remonter à l'issue de la saison 1978-1979. Le 10 mai 1980, le FC Bayern se distingue en battant le TSV 1860 sur le score de 6-1, grâce notamment à un doublé de Rummenigge.
De 1981 à 1994, les deux clubs évoluent dans des championnats différents et ne s'affrontent donc que lors de rencontres amicales, à la suite de la nouvelle relégation du TSV 1860 au deuxième niveau en 1981 puis en Bayernliga, troisième niveau (Oberliga bavaroise), en 1982. En août 1983, le TSV 1860 fait jouer Kurt Eigl, récemment entré au club, pour la première fois lors d'un match de préparation l'opposant au FC Bayern, qui s'impose 5-0. Alors que le TSV 1860 évolue en Bayernliga (troisième niveau), le derby perd en popularité auprès des supporteurs des deux côtés en raison du déséquilibre de la rencontre. L'entraîneur du FC Bayern Udo Lattek déclare même « dois-je vraiment chauffer l'équipe pour ce match de merde [sic] ? ».

### Retour du TSV 1860 en Bundesliga (1994-2004)

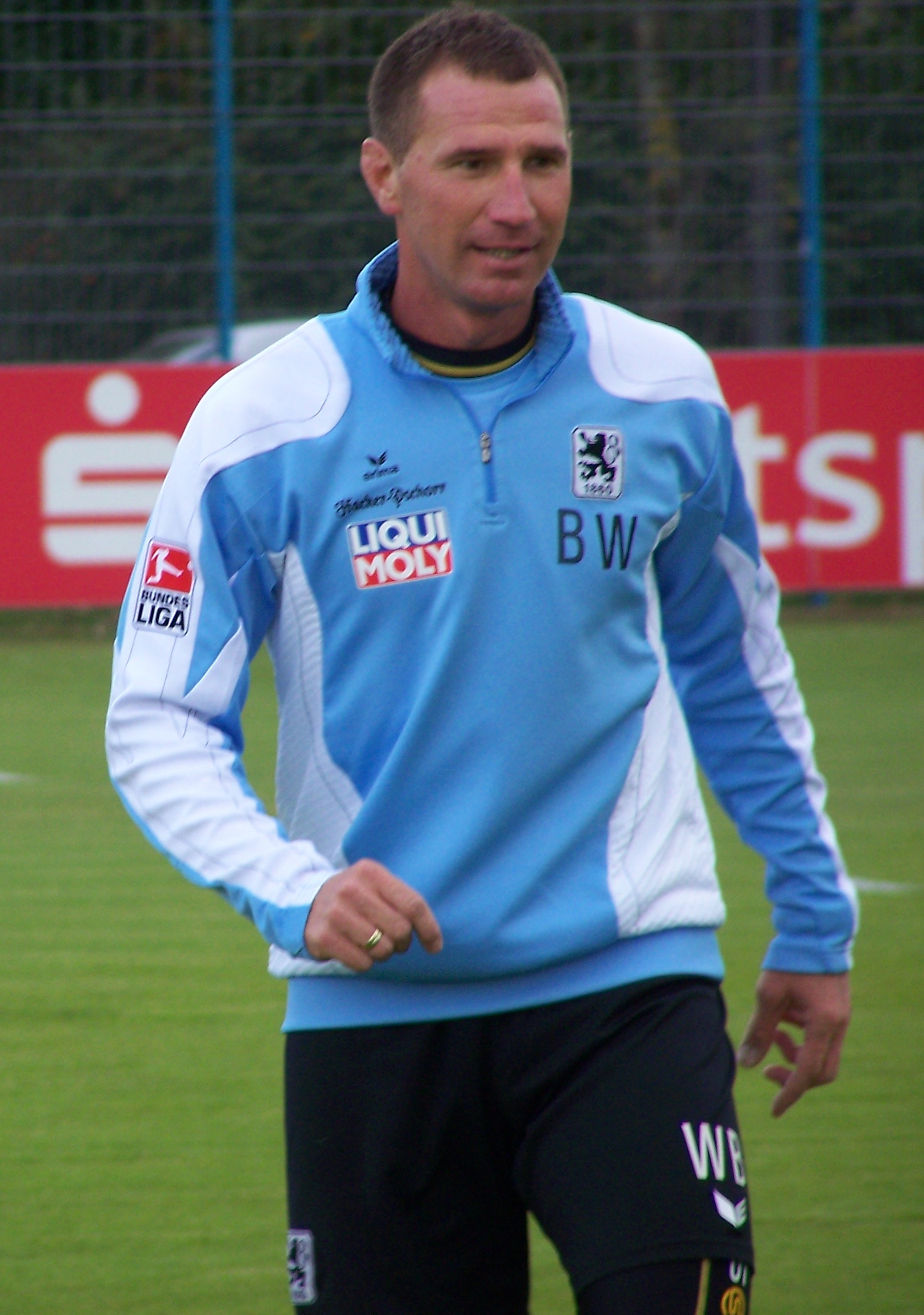
Bernhard Winkler, ici en 2009, est expulsé lors d'un derby en 1994.

Après treize ans en 2. Bundesliga (3 saisons) et Bayernliga (11 saisons), le TSV 1860 termine troisième de la saison 1993-1994 de 2. Bundesliga et retrouve le FC Bayern en Bundesliga le 21 septembre 1994. Le match « dur comme l'os », est marqué par trois expulsions : Christian Nerlinger à la 35e minute pour le FC Bayern, et Manfred Schwabl et Bernhard Winkler en fin de match pour le TSV 1860. Le FC Bayern s'impose 3-1.
Le derby retour de la saison 1997-1998 voit le FC Bayern s'imposer 3-1 malgré une belle prestation du TSV 1860. À cette période, les derbys sont plutôt déséquilibrés, entre un FC Bayern champion cinq fois entre 1995 et 2004 et un TSV 1860 qui joue plus régulièrement le milieu de tableau. Aussi, dans les années 1990, le derby de Munich perd en importance auprès des fans dans les deux camps. L'ancien joueur du FC Bayern Hans-Georg Schwarzenbeck affirme alors à la Süddeutsche Zeitung : « Autrefois, la fièvre montait dans les semaines précédant le derby. Qui jouera ? ne jouera pas ? Aujourd'hui, c'est presque devenu un match de Bundesliga comme les autres ».
En novembre 1999, le TV 1860 met fin à une série de 22 ans sans victoire en s'imposant 1-0 dans le « dernier derby du millénaire ». Le président du TV 1860, Karl-Heinz Wildmoser, commente ce résultat en affirmant que « le FC Bayern sait désormais qu'avec un cinquième de son budget, on peut aussi jouer un très bon football ». En s'imposant 2-1 lors du match retour en avril 2000, pour la première fois depuis la fondation de la Bundesliga, le TSV 1860 réalise l'exploit de remporter les deux derbys de la saison. À l'issue de cette saison 1999-2000, le FC Bayern termine champion et le TSV 1860 quatrième.
En 2002-2003, le derby du 10 septembre 2002 présente la particularité de tomber presque cent ans après le premier derby, le 21 septembre 1902. Ainsi, dans les tribunes, les supporteurs organisent une chorégraphie spéciale pour ce jubilé. Le FC Bayern s'impose sur le score de trois buts à un. Le FCB, mené par Mehmet Scholl, remporte également le derby retour sur le score de 5-0 malgré une première mi-temps « ennuyeuse ». Les cinq buts sont marqués en l'espace de 22 minutes. En revanche, la saison suivante, en novembre 2003, le FC Bayern s'impose difficilement face au TSV 1860 (1-0) en dépit de la différence de niveau entre les deux équipes. Le derby retour est remporté sur le même score par le FC Bayern. Depuis 2003-2004 et la relégation du TSV 1860 en Bundesliga 2., les deux clubs évoluent à nouveau dans des championnats différents.

### Rares derbys amicaux et confrontations entre équipes réserves (depuis 2004)

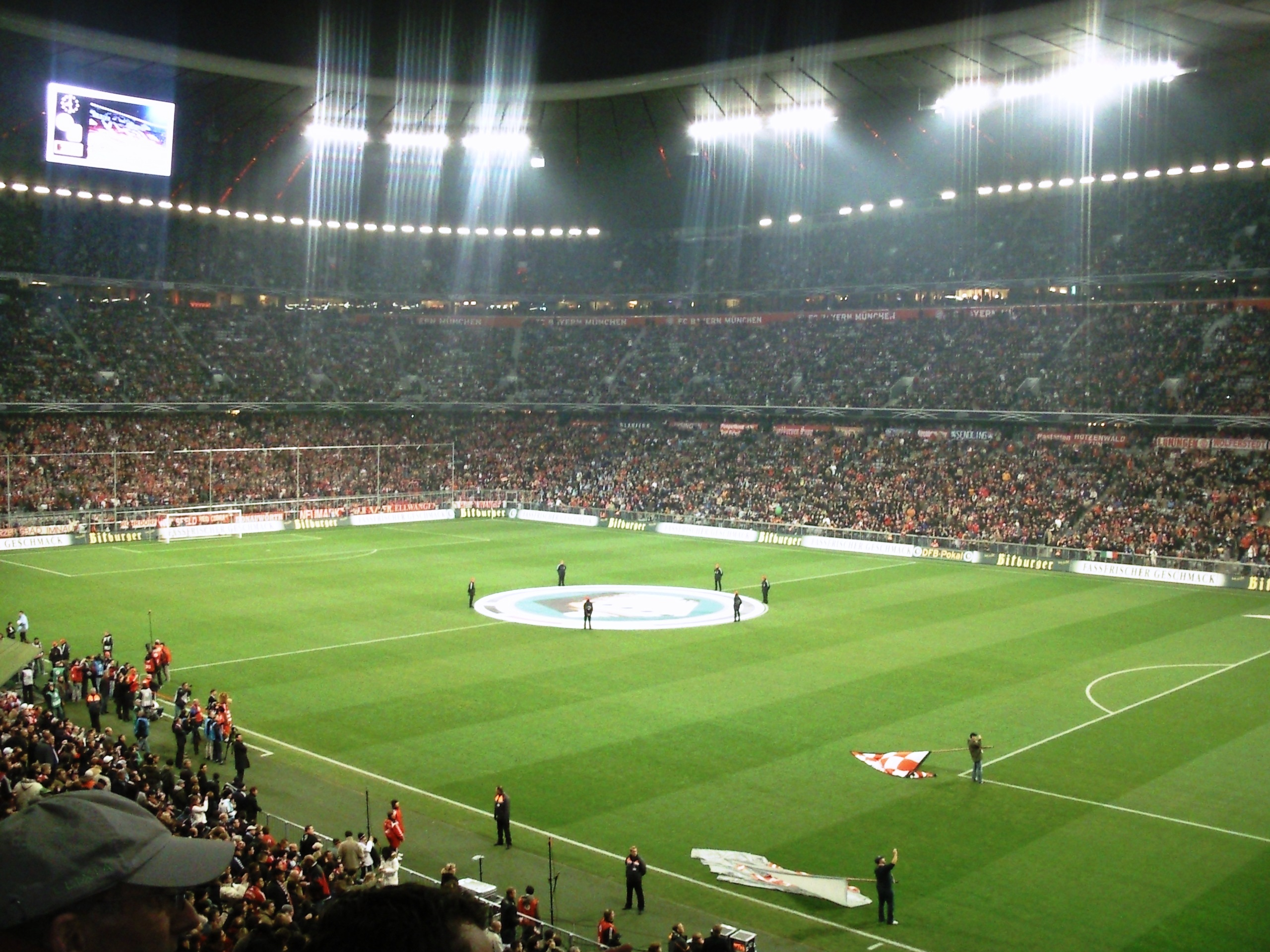
Derby de Munich en quart de finale du DFB-Pokal en 2008.

Depuis la relégation du TSV 1860 en 2. Bundesliga, en 2004, les deux équipes premières ne se rencontrent plus qu'en derbys amicaux, qui restent toutefois des matchs très attrayants pour les spectateurs du fait de la rivalité entre les deux clubs, malgré l'absence d'enjeu sportif. Dès juillet 2004, les deux équipes s'affrontent en amical au Stade olympique de Munich pour le 200e derby. Karl-Heinz Rummenigge, président-exécutif du Bayern, affirme toutefois ne pas être « dérangé » par la relégation du club rival, ajoutant par ailleurs que ce derby, qui n'a attiré que 13 000 spectateurs aurait dû être joué au Grünwalder Stadion plutôt qu'au stade olympique. Le match est remporté 1-0 par le TSV 1860. En 2006, le dernier derby remporté par le TSV 1860 (3-0), attire 69 000 spectateurs à l'Allianz Arena de Munich.
Toutefois, durant cette période un match officiel oppose les deux équipes. En février 2008, le TV 1860 et le FC Bayern se retrouvent en quart de finale de la coupe d'Allemagne, le DFB-Pokal. La rencontre est pronostiquée largement à l'avantage du FC Bayern, le TSV 1860 n'étant classé que septième de 2. Bundesliga. Le match, riche en actions, est toutefois plutôt équilibré, et le FC Bayern ne se qualifie qu'après prolongations, grâce à un but de Franck Ribéry.
Les derbys entre les équipes réserves des deux clubs sont surnommés Ama-Derby (en français : derby amateur) ou kleines Derby (en français : petit derby). Après s'être régulièrement affronté de 2004 à 2007 sans pour autant attirer les foules, les deux équipes réserves évoluent à nouveau dans le même championnat depuis 2011. Selon la Süddeutsche Zeitung, le match, joué au Grünwalder Stadion, tient son attractivité de la nostalgie qu'il dégage et de son atmosphère digne du « football d'antan ». De nombreux groupes de supporteurs apprécient également l'Ama-Derby en raison de son authenticité et de son décalage par rapport au « foot-business » et aux sollicitations commerciales permanentes les soirs de matchs professionnels. En août 2013, selon la Süddeutsche Zeitung, l'ambiance de l'Ama-Derby, remporté 2-0 par la réserve du FC Bayern, est comparable en termes d'intensité à celle des matchs professionnels joués à l'Allianz-Arena.
En octobre 2014, la diffusion par l'ARD du téléfilm Landauer portant sur la vie du président du FC Bayern Kurt Landauer provoque de vives discussions à Munich, car le TSV 1860 y est présenté exclusivement comme un club nazi. Les explications concernant le passé des deux clubs font alors la une des journaux locaux et constituent des sujets de discussions brûlants sur les réseaux sociaux.

## Stades et spectateurs

### Infrastructures

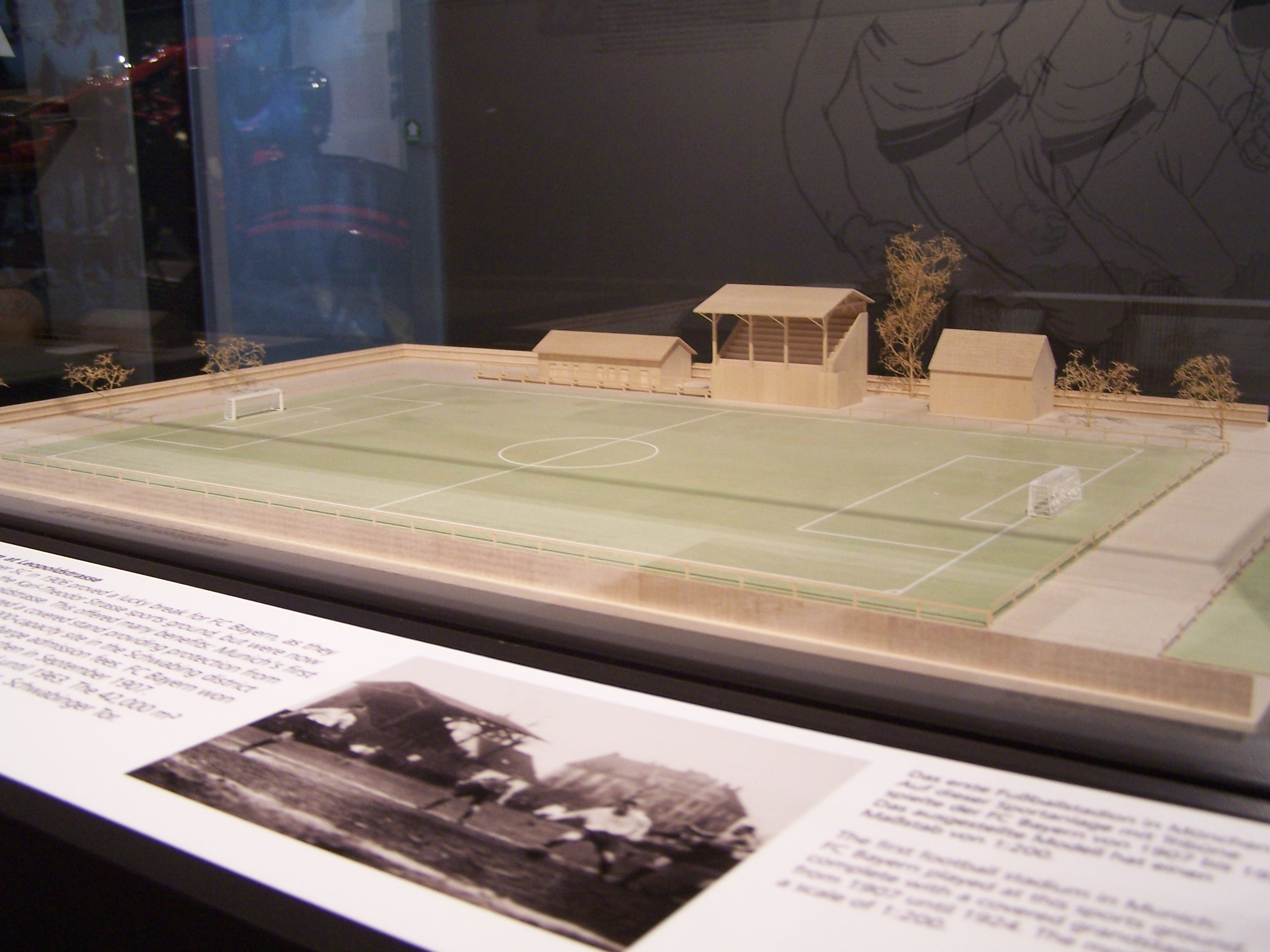
Modèle du Leopoldstrasse, stade utilisé par le FC Bayern de 1906 à 1924

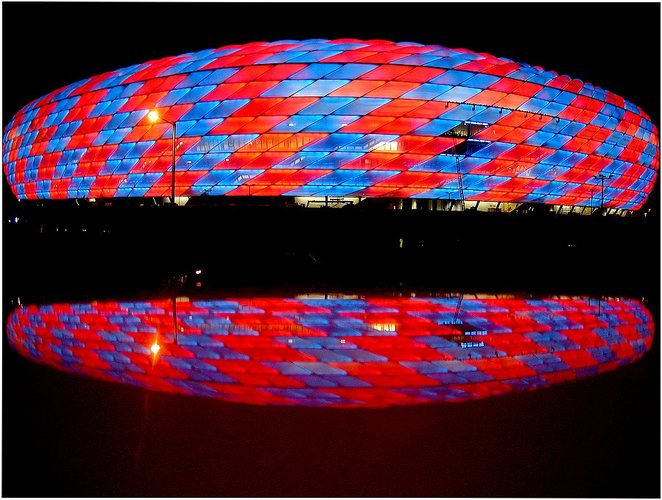
L'Allianz Arena lors d'un derby de Munich.

Le Bayern Munich effectue ses premiers entraînements à la Schyrenplatz dans le centre de Munich. Les premiers matchs officiels ont lieu sur la Theresienwiese. En 1901, le FC Bayern déménage au Stade de la Clemensstraße à Schwabing.
Après avoir rejoint le Münchner Sport-Club en 1906, le FC Bayern se déplace au Leopoldstraße, terrain de MSC, en mai 1907. 
Il possède une capacité de 8 000 places et est clôturé permettant ainsi au club de faire payer les places d'entrée. Le match d'ouverture est remporté 8-1 contre le FC Wacker Munich.
Comme les foules qui se rassemblent aux matchs à domicile du FC Bayern ne cessent d'augmenter au début des années 1920, le FC Bayern joue dans divers stades de Munich.
Dès 1925, le club partage le Grünwalder Stadion avec le TSV Munich 1860, les deux clubs évolueront ensuite toujours dans le même stade. Jusqu'à la Seconde Guerre mondiale, le stade appartient au TSV 1860, et est encore familièrement connu comme le Sechz'ger. Il est détruit pendant la Seconde Guerre mondiale mais reconstruit ensuite.

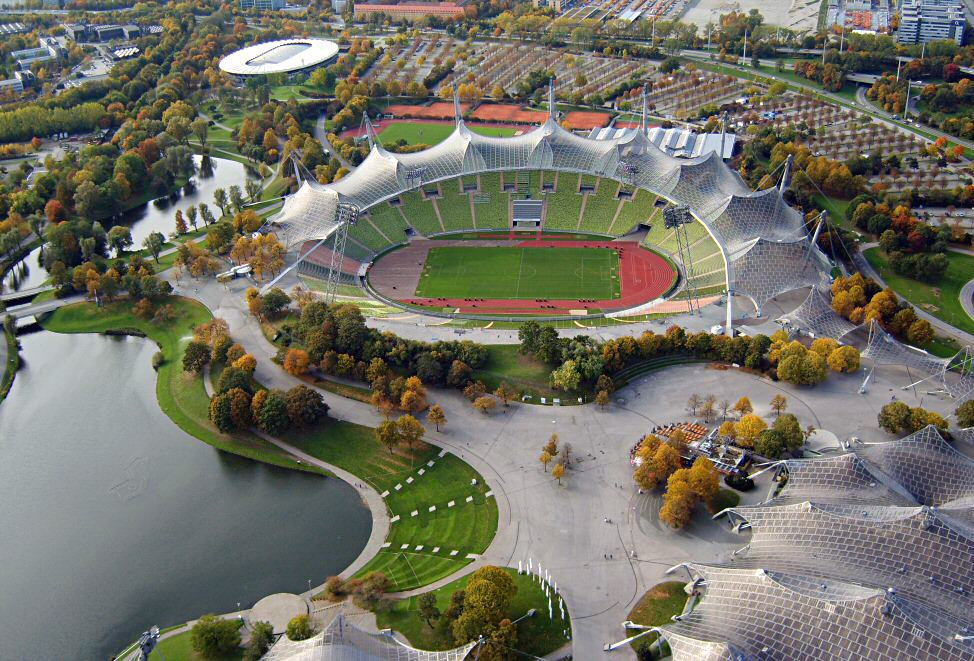
L'Olympiastadion, stade des deux clubs de 1972 à 2005.

Construit pour les Jeux olympiques d'été de 1972, l'Olympiastadion est utilisé conjointement par les deux clubs. Le TSV 1860 ne déménage toutefois que partiellement à l'Olympiastadium, conservant un pied à terre au Grünwalder. À partir des années 1990, où les deux clubs évoluent en Bundesliga, le stade devient impopulaire, en particulier auprès des fans du FC Bayern, car « il ne correspond plus aux attentes du football moderne ».
En 2001, le Bayern Munich et le TSV 1860 Munich engagent conjointement des négociations pour la construction d'un nouveau stade. En juillet 2001, la municipalité décide d'attribuer des terrains pour la construction du nouveau stade, dans le district de Fröttmaning dans la périphérie nord de Munich. En février 2002, les deux clubs choisissent de concert le projet du cabinet d'architectes Herzog & DeMeuron. Le stade est inauguré pour la Coupe du monde de football de 2006 sous le nom FIFA World Cup Stadium Munich avant d'être renommé pour des raisons de naming « Allianz Arena ».

### Affluences et records
Le 6 janvier 1927, 12 000 spectateurs se massent au Grünwalder Stadion pour assister à un derby entre les deux équipes. Toutefois, alors que tout le monde pensait qu'il s'agissait d'un match de championnat, une rumeur prétendant qu'il ne s'agit que d'un match amical se répand rapidement dans les tribunes. Les spectateurs, déçus, réclament alors le remboursement de leurs places. Le terrain est envahi par les spectateurs et les organisateurs se voient obligés d'annuler la rencontre. Le « vrai » match de championnat se joue quelques semaines plus tard, le 23 janvier 1927. Le 11 octobre 1931, ce ne sont pas moins de 20 000 spectateurs qui assistent au derby entre les deux clubs.
Le 7 décembre 1945, le record d'affluence du Grünwalder Stadion est porté à 42 000 spectateurs lors d'un derby, alors que l'affluence moyenne du stade était à cette période plus proche des 20 000 spectateurs. Avec ses 45 000 places, le Grünwalder s'avère rapidement trop petit pour les derbys de Munich, ce qui justifie entre autres la construction d'un autre stade. Le record d'affluence lors d'un derby est atteint en 1972, pour un match de Coupe de la Ligue d'Allemagne de football gagné 3-1 par le Bayern Munich. En outre, 80 000 spectateurs assistent à ce match, le premier joué au Stade olympique de Munich, inauguré en mai en vue des Jeux olympiques d'été de 1972.
En novembre 1977, le premier derby de Bundesliga depuis 1970 est disputé devant environ 77 000 spectateurs.
Depuis 2004 et la relégation du TSV 1860 en 2. Bundesliga, les supporters montrent un regain d'intérêt pour le derby entre les réserves des deux clubs, en Regionalliga. Depuis 2013, ce derby attire en moyenne 10 000 à 12 500 spectateurs. Le 6 août 2013, avec 10 667 spectateurs payants, le record d'affluence de la Regionalliga Bayern est battu lors du derby. C'est également le premier Ama-Derby auquel plus de 10 000 spectateurs assistent.

## Confrontations sportives

### Équipes premières
Le tableau suivant liste les confrontations officielles et amicales entre les équipes premières des deux clubs, en indiquant la numérotation habituellement retenue. Un derby supplémentaire aurait été disputé le 15 mars 1903 et se serait conclu sur une victoire 7-1 du FC Bayern. Selon Hardy Grüne et Claus Melchior, le comptage reste cependant incomplet. Les archives du TSV 1860 ayant été en majeure partie détruites lors de la Seconde Guerre mondiale, les derbys précédant cette période sont presque entièrement documentés par celles du FC Bayern. Il existe toutefois, dans des journaux ou des publications du TSV 1860, des indices concernant d'autres rencontres entre les deux clubs, par exemple une victoire 8-0 du TSV 1860 le 22 décembre 1918 ou un match nul 3-3 en 1938.
| #   | Date               | Compétition                | Rencontre            | Résultat  | Lieu                                            | Spectateurs |
| --- | ------------------ | -------------------------- | -------------------- | --------- | ----------------------------------------------- | ----------- |
| 1   | 21 septembre 1902  | Championnat de Munich      | FC Bayern - TV 1860  | 3-0       | Sportplatz Clemensstraße                        |             |
| 2   | 1er novembre 1903  | Championnat de Munich      | TV 1860 - FC Bayern  | 2-0       | Schyrenwiese                                    |             |
| 3   | 12 novembre 1905   | Classe A Sud-Bavière       | FC Bayern - TV 1860  | 1-0       | Sportplatz Clemensstraße                        |             |
| 4   | 28 octobre 1906    | Classe A Haute-Bavière     | TV 1860 - FC Bayern  | 1-3       | Waldspielplatz                                  |             |
| 5   | 18 novembre 1906   | Classe A Haute-Bavière     | FC Bayern - TV 1860  | 1-1       | Sportplatz Karl-Theodor-Straße                  |             |
| 6   | 6 octobre 1907     | Classe A Haute-Bavière     | FC Bayern - TV 1860  | 4-0       | Sportplatz Leopoldstraße                        |             |
| 7   | 10 novembre 1907   | Classe A Haute-Bavière     | TV 1860 - FC Bayern  | 2-4       | Waldspielplatz                                  |             |
| 8   | 22 décembre 1907   | Match amical               | FC Bayern - TV 1860  | 3-1       | Sportplatz Leopoldstraße                        |             |
| 9   | 26 avril 1908      | Match amical               | TV 1860 - FC Bayern  | 2-0       | Waldspielplatz                                  |             |
| 10  | 19 octobre 1908    | Classe A Haute-Bavière     | TV 1860 - FC Bayern  | 3-4       | Sportplatz am Alpenplatz                        |             |
| 11  | 15 novembre 1908   | Classe A Haute-Bavière     | FC Bayern - TV 1860  | 4-0       | Sportplatz Leopoldstraße                        |             |
| 12  | 3 octobre 1909     | Classe A Sud               | FC Bayern - TV 1860  | 7-0       | Sportplatz Leopoldstraße                        |             |
| 13  | 14 novembre 1909   | Classe A Sud               | FC Bayern - TV 1860  | 6-1       | Sportplatz Leopoldstraße                        |             |
| 14  | 23 octobre 1910    | Ostkreisliga               | FC Bayern - TV 1860  | 3-2       | Sportplatz Leopoldstraße                        |             |
| 15  | 15 janvier 1911    | Ostkreisliga               | FC Bayern - TV 1860  | 3-0       | Sportplatz Leopoldstraße                        |             |
| 16  | 15 juin 1911       | Match amical               | FC Bayern - TV 1860  | 3-0       | Sportplatz Leopoldstraße                        |             |
| 17  | 29 juin 1911       | Match amical               | FC Bayern - TV 1860  | 3-0       | Sportplatz Leopoldstraße                        |             |
| 18  | 29 octobre 1911    | Ostkreisliga               | FC Bayern - TV 1860  | 2-0       | Sportplatz Leopoldstraße                        |             |
| 19  | 18 février 1912    | Ostkreisliga               | TV 1860 - FC Bayern  | 0-1       | Sechzgerplatz                                   |             |
| 20  | 20 octobre 1912    | Ostkreisliga               | FC Bayern - TV 1860  | 2-1       | Sportplatz Leopoldstraße                        |             |
| 21  | 24 novembre 1912   | Ostkreisliga               | FC Bayern - TV 1860  | 3-3       | Sechzgerplatz                                   |             |
| 22  | 9 mars 1913        | Match amical               | FC Bayern - TV 1860  | 1-1       | Sportplatz Leopoldstraße                        |             |
| 23  | 8 mars 1914        | Match amical               | FC Bayern - TV 1860  | 2-2       | Sportplatz Leopoldstraße                        |             |
| 24  | 4 juillet 1915     | Match amical               | FC Bayern - TV 1860  | 4-9       | Sportplatz Leopoldstraße                        |             |
| 25  | 28 novembre 1915   | Gaumeisterschaft           | FC Bayern - TV 1860  | 2-0       | Sportplatz Leopoldstraße                        |             |
| 26  | 12 décembre 1915   | Gaumeisterschaft           | TV 1860 - FC Bayern  | 1-1       | Sechzgerplatz                                   |             |
| 27  | 27 février 1916    | Match amical               | FC Bayern - TV 1860  | 3-2       | Sportplatz Leopoldstraße                        |             |
| 28  | 14 mai 1916        | Gaumeisterschaft           | TV 1860 - FC Bayern  | 2-3       | Sechzgerplatz                                   |             |
| 29  | 21 mai 1916        | Gaumeisterschaft           | FC Bayern - TV 1860  | 3-1       | Sportplatz Leopoldstraße                        |             |
| 30  | 28 mai 1916        | Gaumeisterschaft           | TV 1860 - FC Bayern  | 5-4       | Sechzgerplatz                                   |             |
| 31  | 31 juillet 1916    | Match amical               | TV 1860 - FC Bayern  | 2-1       | Großhesselohe                                   |             |
| 32  | 19 novembre 1916   | Gaumeisterschaft           | FC Bayern - TV 1860  | 0-0       | Sportplatz Leopoldstraße                        |             |
| 33  | 26 novembre 1916   | Gaumeisterschaft           | TV 1860 - FC Bayern  | 2-0       | Terrain du MTV 1879 sur la Marbachstraße        |             |
| 34  | 22 avril 1917      | Gau                        | FC Bayern - TV 1860  | 1-0       | Sportplatz Leopoldstraße                        |             |
| 35  | 17 juin 1917       | Gau                        | TV 1860 - FC Bayern  | 1-3       | Terrain du MTV 1879 sur la Marbachstraße        |             |
| 36  | 7 octobre 1917     | Gau                        | FC Bayern - TV 1860  | 1-1       | Sportplatz Leopoldstraße                        |             |
| 37  | 14 octobre 1917    | Süddeutscher Pokal         | FC Bayern - TV 1860  | 2-1       | Sportplatz Leopoldstraße                        |             |
| 38  | 25 novembre 1917   | Gau                        | TV 1860 - FC Bayern  | Annulé,   | Sechzgerplatz                                   |             |
| 39  | 9 décembre 1917    | Gau                        | TV 1860 - FC Bayern  | 0-5       | Sechzgerplatz                                   |             |
| 40  | 27 octobre 1918    | Gau                        | FC Bayern - TSV 1860 | 1-7       | Sportplatz Leopoldstraße                        |             |
| 41  | 13 avril 1919      | Gau                        | TSV 1860 - FC Bayern | 1-1       | Sechzgerplatz                                   |             |
| 42  | 11 mai 1919        | Gau                        | TSV 1860 - FC Bayern | 0-2       | Sechzgerplatz                                   |             |
| 43  | 23 novembre 1919   | Kreisliga                  | TSV 1860 - FC Bayern | 0-1       | Sechzgerplatz                                   |             |
| 44  | 8 février 1920     | Kreisliga                  | FC Bayern - TSV 1860 | 1-1       | Sportplatz Leopoldstraße                        |             |
| 45  | 27 mars 1920       | Süddeutscher Pokal         | FC Bayern - TSV 1860 | 0-0       | Sportplatz Leopoldstraße                        |             |
| 46  | 31 octobre 1920    | Kreisliga                  | FC Bayern - TSV 1860 | 4-3       | Sportplatz Leopoldstraße                        |             |
| 47  | 19 décembre 1920   | Kreisliga                  | TSV 1860 - FC Bayern | 3-1       | Sechzgerplatz                                   |             |
| 48  | 23 octobre 1921    | Kreisliga                  | TSV 1860 - FC Bayern | 1-0       | Sechzgerplatz                                   |             |
| 49  | 27 novembre 1921   | Kreisliga                  | FC Bayern - TSV 1860 | 1-0       | Terrain du MTV 1879 sur la Marbachstraße        |             |
| 50  | 21 janvier 1922    | Kreisliga                  | TSV 1860 - FC Bayern | 1-0       | Terrain du FC Teutonia à l'Oberwiesenfeld       |             |
| 51  | 22 octobre 1922    | Kreisliga                  | TSV 1860 - FC Bayern | 2-2       | Terrain du MTV 1879 sur la Marbachstraße        |             |
| 52  | 10 décembre 1922   | Kreisliga                  | TSV 1860 - FC Bayern | 3-3       | Sechzgerplatz                                   |             |
| 53  | 23 septembre 1923  | Bezirksliga 1923-1924      | TSV 1860 - FC Bayern | 4-3       | Sechzgerplatz                                   |             |
| 54  | 1er novembre 1923  | Bezirksliga 1923-1924      | TSV 1860 - FC Bayern | 3-3       | Sechzgerplatz                                   |             |
| 55  | 28 septembre 1924  | Bezirksliga 1924-1925      | FC Bayern - SV 1860  | 1-0       | Terrain du FC Teutonia à l'Oberwiesenfeld       |             |
| 56  | 1er novembre 1924  | Bezirksliga 1924-1925      | SV 1860 - FC Bayern  | 2-2       | Sechzgerplatz                                   |             |
| 57  | 23 mars 1925       | Match amical               | SV 1860 - FC Bayern  | 3-1       | Sechzgerplatz                                   |             |
| 58  | 26 septembre 1925  | Bezirksliga 1925-1926      | FC Bayern - SV 1860  | 2-0       | Terrain du FC Teutonia à l'Oberwiesenfeld       |             |
| 59  | 20 décembre 1925   | Bezirksliga 1925-1926      | SV 1860 - FC Bayern  | 3-3       | Sechzgerstadion                                 |             |
| 60  | 4 septembre 1926   | Bezirksliga 1926-1927      | FC Bayern - SV 1860  | 0-0       | Sechzgerstadion                                 |             |
| 61  | 6 janvier 1927     | Match amical               | SV 1860 - FC Bayern  | Annulé,   | Sechzgerstadion                                 | 12 000      |
| 62  | 23 janvier 1927    | Bezirksliga 1926-1927      | SV 1860 - FC Bayern  | 5-2       | Sechzgerstadion                                 |             |
| 63  | 25 septembre 1927  | Bezirksliga 1927-1928      | FC Bayern - SV 1860  | 1-1       | Sechzgerstadion                                 |             |
| 64  | 11 décembre 1927   | Bezirksliga 1927-1928      | SV 1860 - FC Bayern  | 5-4       | Sechzgerstadion                                 |             |
| 65  | 1er septembre 1928 | Bezirksliga 1928-1929      | FC Bayern - SV 1860  | 3-2       | Sechzgerstadion                                 |             |
| 66  | 2 décembre 1928    | Bezirksliga 1928-1929      | SV 1860 - FC Bayern  | 2-1       | Sechzgerstadion                                 |             |
| 67  | 6 octobre 1929     | Bezirksliga 1929-1930      | FC Bayern - SV 1860  | 2-2       | Sechzgerstadion                                 |             |
| 68  | 7 décembre 1929    | Bezirksliga 1929-1930      | SV 1860 - FC Bayern  | 1-3       | Sechzgerstadion                                 |             |
| 69  | 5 octobre 1930     | Bezirksliga 1930-1931      | SV 1860 - FC Bayern  | 2-4       | Sechzgerstadion                                 |             |
| 70  | 7 décembre 1930    | Bezirksliga 1930-1931      | FC Bayern - SV 1860  | 3-1       | Sechzgerstadion                                 |             |
| 71  | 11 octobre 1931    | Bezirksliga 1931-1932      | FC Bayern - SV 1860  | 0-2       | Sechzgerstadion                                 |             |
| 72  | 16 décembre 1931   | Bezirksliga 1931-1932      | SV 1860 - FC Bayern  | 6-2       | Sechzgerstadion                                 |             |
| 73  | 6 janvier 1932     | Süddeutsche Meisterschaft  | SV 1860 - FC Bayern  | 1-3       | Sechzgerstadion                                 | 25 000      |
| 74  | 28 février 1932    | Süddeutsche Meisterschaft  | FC Bayern - SV 1860  | 3-0       | Sechzgerstadion                                 |             |
| 75  | 18 septembre 1932  | Bezirksliga 1932-1933      | FC Bayern - SV 1860  | 1-0       | Sechzgerstadion                                 |             |
| 76  | 27 novembre 1932   | Bezirksliga 1932-1933      | SV 1860 - FC Bayern  | 2-2       | Sechzgerstadion                                 |             |
| 77  | 12 février 1933    | Süddeutsche Meisterschaft  | SV 1860 - FC Bayern  | 3-2       | Sechzgerstadion                                 |             |
| 78  | 12 mars 1933       | Süddeutsche Meisterschaft  | FC Bayern - SV 1860  | 1-2       | Sechzgerstadion                                 | 18 000      |
| 79  | 3 décembre 1933    | Gauliga 1933-1934          | FC Bayern - SV 1860  | 1-0       | Sechzgerstadion                                 |             |
| 80  | 4 mars 1934        | Gauliga 1933-1934          | SV 1860 - FC Bayern  | 0-0       | Sechzgerstadion                                 |             |
| 81  | 11 novembre 1934   | Gauliga 1934-1935          | TSV 1860 - FC Bayern | 2-2       | Sechzgerstadion                                 |             |
| 82  | 10 mars 1935       | Gauliga 1934-1935          | FC Bayern - TSV 1860 | 2-1       | Sechzgerstadion                                 |             |
| 83  | 3 novembre 1935    | Gauliga 1935-1936          | FC Bayern - TSV 1860 | 2-0       | Sechzgerstadion                                 |             |
| 84  | 9 février 1936     | Gauliga 1935-1936          | TSV 1860 - FC Bayern | 0-5       | Sechzgerstadion                                 |             |
| 85  | 20 septembre 1936  | Gauliga 1936-1937          | FC Bayern - TSV 1860 | 4-0       | Sechzgerstadion                                 |             |
| 86  | 27 décembre 1936   | Gauliga 1936-1937          | TSV 1860 - FC Bayern | 2-0       | Sechzgerstadion                                 |             |
| 87  | 17 octobre 1937    | Gauliga 1937-1938          | FC Bayern - TSV 1860 | 2-0       | Sechzgerstadion                                 | 12 000      |
| 88  | 27 mars 1938       | Gauliga 1937-1938          | TSV 1860 - FC Bayern | 2-2       | Sechzgerstadion                                 | 05 000      |
| 89  | 13 novembre 1938   | Gauliga 1938-1939          | FC Bayern - TSV 1860 | 0-0       | Sechzgerstadion                                 |             |
| 90  | 12 février 1939    | Gauliga 1938-1939          | TSV 1860 - FC Bayern | 2-3       | Sechzgerstadion                                 |             |
| 91  | 19 novembre 1939   | Gauliga 1939-1940          | TSV 1860 - FC Bayern | 4-3       | Sportplatz an der Grünwalder Straße             |             |
| 92  | 17 mars 1940       | Gauliga 1939-1940          | FC Bayern - TSV 1860 | 0-1       | Dantestadion                                    | 05 000      |
| 93  | 15 décembre 1940   | Gauliga 1940-1941          | FC Bayern - TSV 1860 | 4-1       | Sportplatz Grünwalder Straße                    | 06 000      |
| 94  | 2 mars 1941        | Gauliga 1940-1941          | TSV 1860 - FC Bayern | 0-1       | Sportplatz Grünwalder Straße                    | 12 000      |
| 95  | 2 novembre 1941    | Gauliga 1941-1942          | TSV 1860 - FC Bayern | 3-1       | Hanns-Braun-Kampfbahn                           | 06 000      |
| 96  | 3 avril 1942       | Gauliga 1941-1942          | FC Bayern - TSV 1860 | 1-1       | Hanns-Braun-Kampfbahn                           |             |
| 97  | 29 novembre 1942   | Gauliga 1942-1943          | TSV 1860 - FC Bayern | 4-0       | Hanns-Braun-Kampfbahn                           |             |
| 98  | 14 février 1943    | Gauliga 1942-1943          | FC Bayern - TSV 1860 | 1-1       | Hanns-Braun-Kampfbahn                           |             |
| 99  | 20 juin 1943       | Gaumeisterschaft           | FC Bayern - TSV 1860 | 0-2       | Hanns-Braun-Kampfbahn                           | 15 000      |
| 100 | 24 octobre 1943    | Gauliga 1943-1944          | TSV 1860 - FC Bayern | 1-1       | Dantestadion                                    |             |
| 101 | 27 février 1944    | Gauliga 1943-1944          | FC Bayern - TSV 1860 | 7-1       |                                                 |             |
| 102 | 19 novembre 1944   | Gauliga 1944-1945          | TSV 1860 - FC Bayern | 0-4       | Poststadion an der Arnulfstraße                 |             |
| 103 | 4 mars 1945        | Gauliga 1944-1945          | FC Bayern - TSV 1860 | 4-1       | Platz an der Schlierseestraße                   |             |
| 104 | 22 avril 1945      | Match amical               | FC Bayern - TSV 1860 | 3-2       |                                                 |             |
| 105 | 29 juillet 1945    | Match amical               | FC Bayern - TSV 1860 | 2-2       | Terrain de l'Hypo-Bank sur la Grünwalder Straße |             |
| 106 | 26 août 1945       | Match amical               | TSV 1860 - FC Bayern | 0-4       | Stadion Grünwalder Straße                       | 12 000      |
| 107 | 23 décembre 1945   | Oberliga Süd 1945-1946     | FC Bayern - TSV 1860 | 1-0       | Stadion Grünwalder Straße                       | 15 000      |
| 108 | 28 avril 1946      | Oberliga Süd 1945-1946     | TSV 1860 - FC Bayern | 2-2       | Stadion Grünwalder Straße                       | 20 000      |
| 109 | 26 décembre 1946   | Oberliga Süd 1946-1947     | TSV 1860 - FC Bayern | 1-1       | Stadion Grünwalder Straße                       | 22 000      |
| 110 | 1er juin 1947      | Oberliga Süd 1946-1947     | FC Bayern - TSV 1860 | 2-0       | Stadion Grünwalder Straße                       | 17 000      |
| 111 | 7 décembre 1947    | Oberliga Süd 1947-1948     | FC Bayern - TSV 1860 | 3-2       | Stadion Grünwalder Straße                       | 42 000      |
| 112 | 9 mai 1948         | Oberliga Süd 1947-1948     | TSV 1860 - FC Bayern | 1-1       | Stadion Grünwalder Straße                       | 35 000      |
| 113 | 31 octobre 1948    | Oberliga Süd 1948-1949     | TSV 1860 - FC Bayern | 0-2       | Stadion Grünwalder Straße                       | 25 000      |
| 114 | 6 mars 1949        | Oberliga Süd 1948-1949     | FC Bayern - TSV 1860 | 1-0       | Stadion Grünwalder Straße                       | 35 000      |
| 115 | 6 novembre 1949    | Oberliga Süd 1949-1950     | FC Bayern - TSV 1860 | 1-0       | Stadion Grünwalder Straße                       | 20 000      |
| 116 | 12 mars 1950       | Oberliga Süd 1949-1950     | TSV 1860 - FC Bayern | 3-2       | Stadion Grünwalder Straße                       | 25 000      |
| 117 | 12 novembre 1950   | Oberliga Süd 1950-1951     | FC Bayern - TSV 1860 | 2-3       | Stadion Grünwalder Straße                       | 28 000      |
| 118 | 18 mars 1951       | Oberliga Süd 1950-1951     | TSV 1860 - FC Bayern | 3-1       | Stadion Grünwalder Straße                       | 20 000      |
| 119 | 5 mai 1951         | Münchner Pokal             | TSV 1860 - FC Bayern | 3-2       | Stadion Grünwalder Straße                       | 07 000      |
| 120 | 30 septembre 1951  | Oberliga Süd 1951-1952     | TSV 1860 - FC Bayern | 2-2       | Stadion Grünwalder Straße                       | 27 000      |
| 121 | 3 février 1952     | Oberliga Süd 1951-1952     | FC Bayern - TSV 1860 | 2-0       | Stadion Grünwalder Straße                       | 20 000      |
| 122 | 18 juin 1952       | Münchner Pokal             | FC Bayern - TSV 1860 | 0-2       | Stadion Grünwalder Straße                       | 06 000      |
| 123 | 28 septembre 1952  | Oberliga Süd 1952-1953     | FC Bayern - TSV 1860 | 2-1       | Stadion Grünwalder Straße                       | 12 000      |
| 124 | 8 février 1953     | Oberliga Süd 1952-1953     | TSV 1860 - FC Bayern | 2-2       | Stadion Grünwalder Straße                       | 17 000      |
| 125 | 18 avril 1954      | Match amical               | FC Bayern - TSV 1860 | 2-2       | Stadion Grünwalder Straße                       | 06 000      |
| 126 | 2 janvier 1955     | Match amical               | FC Bayern - TSV 1860 | 2-2       | Stadion Grünwalder Straße                       | 20 000      |
| 127 | 13 août 1955       | Match amical               | TSV 1860 - FC Bayern | 1-3       | Stadion Grünwalder Straße                       |             |
| 128 | 26 décembre 1956   | Match amical               | FC Bayern - TSV 1860 | 1-2       | Stadion Grünwalder Straße                       | 12 000      |
| 129 | 15 septembre 1957  | Oberliga Süd 1957-1958     | FC Bayern - TSV 1860 | 3-3       | Stadion Grünwalder Straße                       | 40 000      |
| 130 | 18 janvier 1958    | Oberliga Süd 1957-1958     | TSV 1860 - FC Bayern | 4-3       | Stadion Grünwalder Straße                       | 40 000      |
| 131 | 20 septembre 1958  | Oberliga Süd 1958-1959     | TSV 1860 - FC Bayern | 1-2       | Stadion Grünwalder Straße                       | 32 000      |
| 132 | 21 février 1959    | Oberliga Süd 1958-1959     | FC Bayern - TSV 1860 | 1-2       | Stadion Grünwalder Straße                       | 35 000      |
| 133 | 12 avril 1959      | DFB-Pokal (Qualifications) | TSV 1860 - FC Bayern | a. p.     | Stadion Grünwalder Straße                       | 20 000      |
| 134 | 22 avril 1959      | DFB-Pokal (Qualifications) | TSV 1860 - FC Bayern | 0-0 a. p. | Stadion Grünwalder Straße                       | 17 000      |
| 135 | 27 septembre 1959  | Oberliga Süd 1959-1960     | TSV 1860 - FC Bayern | 4-6       | Stadion Grünwalder Straße                       | 32 000      |
| 136 | 7 février 1960     | Oberliga Süd 1959-1960     | FC Bayern - TSV 1860 | 1-3       | Stadion Grünwalder Straße                       | 28 000      |
| 137 | 18 avril 1960      | Match amical               | FC Bayern - TSV 1860 | 4-1       | Stadion Grünwalder Straße                       | 15 000      |
| 138 | 18 septembre 1960  | Oberliga Süd 1960-1961     | TSV 1860 - FC Bayern | 0-0       | Stadion Grünwalder Straße                       | 25 000      |
| 139 | 29 janvier 1961    | Oberliga Süd 1960-1961     | FC Bayern - TSV 1860 | 6-2       | Stadion Grünwalder Straße                       | 28 000      |
| 140 | 10 septembre 1961  | Oberliga Süd 1961-1962     | FC Bayern - TSV 1860 | 0-4       | Stadion Grünwalder Straße                       | 30 000      |
| 141 | 28 janvier 1962    | Oberliga Süd 1961-1962     | TSV 1860 - FC Bayern | 2-3       | Stadion Grünwalder Straße                       | 28 000      |
| 142 | 8 mai 1962         | Match amical               | FC Bayern - TSV 1860 | 1-3       | Stadion Grünwalder Straße                       |             |
| 143 | 23 septembre 1962  | Oberliga Süd 1962-1963     | FC Bayern - TSV 1860 | 3-1       | Stadion Grünwalder Straße                       | 40 000      |
| 144 | 3 février 1963     | Oberliga Süd 1962-1963     | TSV 1860 - FC Bayern | 3-1       | Stadion Grünwalder Straße                       | 35 000      |
| 145 | 25 septembre 1963  | Match amical               | FC Bayern - TSV 1860 | 3-2       | Stadion Grünwalder Straße                       | 07 000      |
| 146 | 5 août 1964        | Match amical               | TSV 1860 - FC Bayern | 4-2       | Stadion Grünwalder Straße                       |             |
| 147 | 14 août 1965       | Bundesliga 1965-1966       | TSV 1860 - FC Bayern | 1-0       | Stadion Grünwalder Straße                       | 44 000      |
| 148 | 14 janvier 1966    | Bundesliga 1965-1966       | FC Bayern - TSV 1860 | 3-0       | Stadion Grünwalder Straße                       | 40 000      |
| 149 | 15 octobre 1966    | Bundesliga 1966-1967       | FC Bayern - TSV 1860 | 3-0       | Stadion Grünwalder Straße                       | 44 000      |
| 150 | 18 mars 1967       | Bundesliga 1966-1967       | TSV 1860 - FC Bayern | 1-0       | Stadion Grünwalder Straße                       | 44 000      |
| 151 | 6 mai 1967         | DFB-Pokal 1966-1967        | FC Bayern - TSV 1860 | 3-1       | Stadion Grünwalder Straße                       | 42 500      |
| 152 | 28 octobre 1967    | Bundesliga 1967-1968       | FC Bayern - TSV 1860 | 2-2       | Stadion Grünwalder Straße                       | 44 000      |
| 153 | 30 mars 1968       | Bundesliga 1967-1968       | TSV 1860 - FC Bayern | 3-2       | Stadion Grünwalder Straße                       | 44 000      |
| 154 | 24 août 1968       | Bundesliga 1968-1969       | TSV 1860 - FC Bayern | 0-3       | Stadion Grünwalder Straße                       | 44 000      |
| 155 | 18 janvier 1969    | Bundesliga 1968-1969       | FC Bayern - TSV 1860 | 0-2       | Stadion Grünwalder Straße                       | 38 000      |
| 156 | 15 octobre 1969    | Bundesliga 1969-1970       | FC Bayern - TSV 1860 | 2-0       | Stadion Grünwalder Straße                       | 40 000      |
| 157 | 7 mars 1970        | Bundesliga 1969-1970       | TSV 1860 - FC Bayern | 2-1       | Stadion Grünwalder Straße                       | 40 000      |
| 158 | 6 août 1971        | Match amical               | TSV 1860 - FC Bayern | 1-7       | Stadion Grünwalder Straße                       | 36 000      |
| 159 | 2 août 1972        | Ligapokal 1972             | TSV 1860 - FC Bayern | 1-3       | Olympiastadion München                          | 79 000      |
| 160 | 23 août 1972       | Ligapokal 1972             | FC Bayern - TSV 1860 | 5-3       | Stadion Grünwalder Straße                       | 23 000      |
| 161 | 25 juillet 1973    | Match amical               | FC Bayern - TSV 1860 | 3-0       | Olympiastadion München                          | 46 000      |
| 162 | 25 juillet 1975    | Match amical               | FC Bayern - TSV 1860 | 3-0       | Olympiastadion München                          | 57 000      |
| 163 | 3 août 1976        | Match amical               | FC Bayern - TSV 1860 | 1-0       | Olympiastadion München                          | 40 000      |
| 164 | 27 juillet 1977    | Match amical               | TSV 1860 - FC Bayern | 2-1       | Olympiastadion München                          | 67 000      |
| 165 | 12 novembre 1977   | Bundesliga 1977-1978       | FC Bayern - TSV 1860 | 1-3       | Olympiastadion München                          | 78 000      |
| 166 | 8 avril 1978       | Bundesliga 1977-1978       | TSV 1860 - FC Bayern | 1-1       | Olympiastadion München                          | 63 000      |
| 167 | 19 juillet 1978    | Match amical               | FC Bayern - TSV 1860 | 2-2       | Olympiastadion München                          | 48 000      |
| 168 | 27 mars 1979       | Match amical               | TSV 1860 - FC Bayern | 1-1       | Stadion Grünwalder Straße                       | 26 000      |
| 169 | 25 juillet 1979    | Match amical               | FC Bayern - TSV 1860 | 3-0       | Olympiastadion München                          | 68 000      |
| 170 | 17 novembre 1979   | Bundesliga 1979-1980       | TSV 1860 - FC Bayern | 1-2       | Olympiastadion München                          | 78 000      |
| 171 | 10 mai 1980        | Bundesliga 1979-1980       | FC Bayern - TSV 1860 | 6-1       | Olympiastadion München                          | 78 000      |
| 172 | 22 juillet 1980    | Match amical               | TSV 1860 - FC Bayern | 2-3       | Olympiastadion München                          | 35 000      |
| 173 | 14 octobre 1980    | Bundesliga 1980-1981       | TSV 1860 - FC Bayern | 1-3       | Olympiastadion München                          | 53 000      |
| 174 | 28 mars 1981       | Bundesliga 1980-1981       | FC Bayern - TSV 1860 | 1-1       | Olympiastadion München                          | 63 000      |
| 175 | 23 juillet 1981    | Match amical               | FC Bayern - TSV 1860 | 1-1       | Olympiastadion München                          | 25 000      |
| 176 | 9 août 1983        | Match amical               | FC Bayern - TSV 1860 | 5-0       | Olympiastadion München                          | 17 000      |
| 177 | 30 septembre 1984  | Match amical               | TSV 1860 - FC Bayern | 1-5       | Stadion Grünwalder Straße                       | 03.500      |
| 178 | 16 juillet 1991    | Match amical               | FC Bayern - TSV 1860 | 0-0       | Olympiastadion München                          | 40 000      |
| 179 | 6 avril 1992       | Match amical               | TSV 1860 - FC Bayern | 1-4       | Stadion Grünwalder Straße                       | 07 000      |
| 180 | 21 septembre 1994  | Bundesliga 1994-1995       | TSV 1860 - FC Bayern | 1-3       | Olympiastadion München                          | 62 000      |
| 181 | 25 mars 1995       | Bundesliga 1994-1995       | FC Bayern - TSV 1860 | 1-0       | Olympiastadion München                          | 62 000      |
| 182 | 2 septembre 1995   | Bundesliga 1995-1996       | TSV 1860 - FC Bayern | 0-2       | Olympiastadion München                          |             |
| 183 | 2 mars 1996        | Bundesliga 1995-1996       | FC Bayern - TSV 1860 | 4-2       | Olympiastadion München                          |             |
| 184 | 1er novembre 1996  | Bundesliga 1996-1997       | FC Bayern - TSV 1860 | 1-1       | Olympiastadion München                          |             |
| 185 | 4 mai 1997         | Bundesliga 1996-1997       | TSV 1860 - FC Bayern | 3-3       | Olympiastadion München                          |             |
| 186 | 1er novembre 1997  | Bundesliga 1997-1998       | TSV 1860 - FC Bayern | 2-2       | Olympiastadion München                          |             |
| 187 | 11 avril 1998      | Bundesliga 1997-1998       | FC Bayern - TSV 1860 | 3-1       | Olympiastadion München                          |             |
| 188 | 7 novembre 1998    | Bundesliga 1998-1999       | FC Bayern - TSV 1860 | 3-1       | Olympiastadion München                          |             |
| 189 | 25 avril 1999      | Bundesliga 1998-1999       | TSV 1860 - FC Bayern | 1-1       | Olympiastadion München                          |             |
| 190 | 27 novembre 1999   | Bundesliga 1999-2000       | TSV 1860 - FC Bayern | 1-0       | Olympiastadion München                          |             |
| 191 | 15 avril 2000      | Bundesliga 1999-2000       | FC Bayern - TSV 1860 | 1-2       | Olympiastadion München                          |             |
| 192 | 21 octobre 2000    | Bundesliga 2000-2001       | FC Bayern - TSV 1860 | 3-1       | Olympiastadion München                          |             |
| 193 | 17 mars 2001       | Bundesliga 2000-2001       | TSV 1860 - FC Bayern | 0-2       | Olympiastadion München                          |             |
| 194 | 13 octobre 2001    | Bundesliga 2001-2002       | TSV 1860 - FC Bayern | 1-5       | Olympiastadion München                          |             |
| 195 | 9 mars 2002        | Bundesliga 2001-2002       | FC Bayern - TSV 1860 | 2-1       | Olympiastadion München                          |             |
| 196 | 10 septembre 2002  | Bundesliga 2002-2003       | FC Bayern - TSV 1860 | 3-1       | Olympiastadion München                          |             |
| 197 | 15 février 2003    | Bundesliga 2002-2003       | TSV 1860 - FC Bayern | 0-5       | Olympiastadion München                          |             |
| 198 | 22 novembre 2003   | Bundesliga 2003-2004       | TSV 1860 - FC Bayern | 0-1       | Olympiastadion München                          |             |
| 199 | 25 avril 2004      | Bundesliga 2003-2004       | FC Bayern - TSV 1860 | 1-0       | Olympiastadion München                          | 71 000      |
| 200 | 19 juillet 2004    | Match amical               | TSV 1860 - FC Bayern | 1-0       | Olympiastadion München                          | 13 000      |
| 201 | 2 juin 2005        | Match amical               | TSV 1860 - FC Bayern | 1-0       | Allianz Arena                                   |             |
| 202 | 8 août 2006        | Match amical               | FC Bayern - TSV 1860 | 0-3       | Allianz Arena                                   |             |
| 203 | 26 janvier 2008    | Match amical               | FC Bayern - TSV 1860 | 1-1       | Allianz Arena                                   | 66 000      |
| 204 | 27 février 2008    | DFB-Pokal                  | FC Bayern - TSV 1860 | 1-0 a.p.  | Allianz Arena                                   | 69 000      |

### Autres équipes
Le derby de Munich présente la particularité d'être suivi dans tous les championnats où il est joué, des championnats des moins de huit ans aux équipes réserves seniors. Depuis la relégation de l'équipe professionnelle du TSV 1860 en 2. Bundesliga, l'opposition entre les réserves des deux clubs, l'« Ama-derby » , est devenue la confrontation-phare du derby.
Le tableau suivant liste les confrontations officielles connues entre les équipes réserves des deux clubs :
| Date              | Compétition                   | Rencontre                              | Résultat | Spectateurs | Ref     |
| ----------------- | ----------------------------- | -------------------------------------- | -------- | ----------- | ------- |
| 13e journée       | Regionalliga Süd 1997-1998    | TSV 1860 Amateure - FC Bayern Amateure | 3-1      | nc          | [ 99 ]  |
| 30e journée       | Regionalliga Süd 1997-1998    | FC Bayern Amateure - TSV 1860 Amateure | 2-2      | nc          | [ 100 ] |
| 2e journée        | Regionalliga Süd 1998-1999    | FC Bayern Amateure - TSV 1860 Amateure | 3-1      | nc          | [ 101 ] |
| 19e journée       | Regionalliga Süd 1998-1999    | TSV 1860 Amateure - FC Bayern Amateure | 0-1      | nc          | [ 102 ] |
| 20 août 1999      | Regionalliga Süd 1999-2000    | FC Bayern Amateure - TSV 1860 Amateure | 1-3      | nc          | [ 103 ] |
| 5 mars 2000       | Regionalliga Süd 1999-2000    | TSV 1860 Amateure - FC Bayern Amateure | 4-3      | nc          | [ 104 ] |
| 24 septembre 2000 | Regionalliga Süd 2000-2001    | FC Bayern Amateure - TSV 1860 Amateure | 0-0      | 1 500       | [ 105 ] |
| 8 avril 2000      | Regionalliga Süd 2000-2001    | TSV 1860 Amateure - FC Bayern Amateure | 0-3      | 2 500       | [ 106 ] |
| 14 septembre 2004 | Regionalliga Süd 2004-2005    | FC Bayern Amateure - TSV 1860 Amateure | 4-2      | 1 400       | [ 107 ] |
| 4 mai 2005        | Regionalliga Süd 2004-2005    | TSV 1860 Amateure - FC Bayern Amateure | 1-1      | 800         | [ 108 ] |
| 28 octobre 2005   | Regionalliga Süd 2005-2006    | TSV 1860 II - FC Bayern II             | 2-2      | 1 500       | [ 109 ] |
| 28 avril 2006     | Regionalliga Süd 2005-2006    | FC Bayern II - TSV 1860 II             | 1-0      | 1 200       | [ 110 ] |
| 11 novembre 2006  | Regionalliga Süd 2006-2007    | FC Bayern II - TSV 1860 II             | 1-1      | 2 200       | [ 111 ] |
| 26 mai 2007       | Regionalliga Süd 2006-2007    | TSV 1860 II - FC Bayern II             | 1-1      | 6 500       | [ 112 ] |
| 3 août 2007       | Regionalliga Süd 2007-2008    | TSV 1860 II - FC Bayern II             | 3-2      | 6 600       | [ 113 ] |
| 9 décembre 2007   | Regionalliga Süd 2007-2008    | FC Bayern II - TSV 1860 II             | 1-0      | 5 000       | [ 114 ] |
| 4 octobre 2011    | Regionalliga Süd 2011-2012    | TSV 1860 II - FC Bayern II             | 1-2      | 4 200       | [ 115 ] |
| 10 avril 2012     | Regionalliga Süd 2011-2012    | FC Bayern II - TSV 1860 II             | 0-1      | 3 500       | [ 116 ] |
| 5 août 2012       | Regionalliga Bayern 2012-2013 | TSV 1860 II - FC Bayern II             | 0-2      | 6 000       | [ 117 ] |
| 6 novembre 2012   | Regionalliga Bayern 2012-2013 | FC Bayern II - TSV 1860 II             | 0-1      | 2 500       | [ 118 ] |
| 6 août 2013       | Regionalliga Bayern 2013-2014 | FC Bayern II - TSV 1860 II             | 2-0      | 10 200      | [ 119 ] |
| 6 novembre 2013   | Regionalliga Bayern 2013-2014 | TSV 1860 II - FC Bayern II             | 2-1      | 12 300      | [ 120 ] |
| 12 août 2014      | Regionalliga Bayern 2014-2015 | TSV 1860 II - FC Bayern II             | 1-3      | 12 300      | [ 121 ] |
| 6 avril 2015      | Regionalliga Bayern 2014-2015 | FC Bayern II - TSV 1860 II             | 1-0      | 12 500      | [ 122 ] |
| 2 août 2015       | Regionalliga Bayern 2015-2016 | FC Bayern II - TSV 1860 II             | 0-0      | 11 400      | [ 123 ] |
| 22 novembre 2015  | Regionalliga Bayern 2015-2016 | TSV 1860 II - FC Bayern II             | 2-0      | 10 300      | [ 124 ] |

## Personnalités

### Entraîneurs et dirigeants

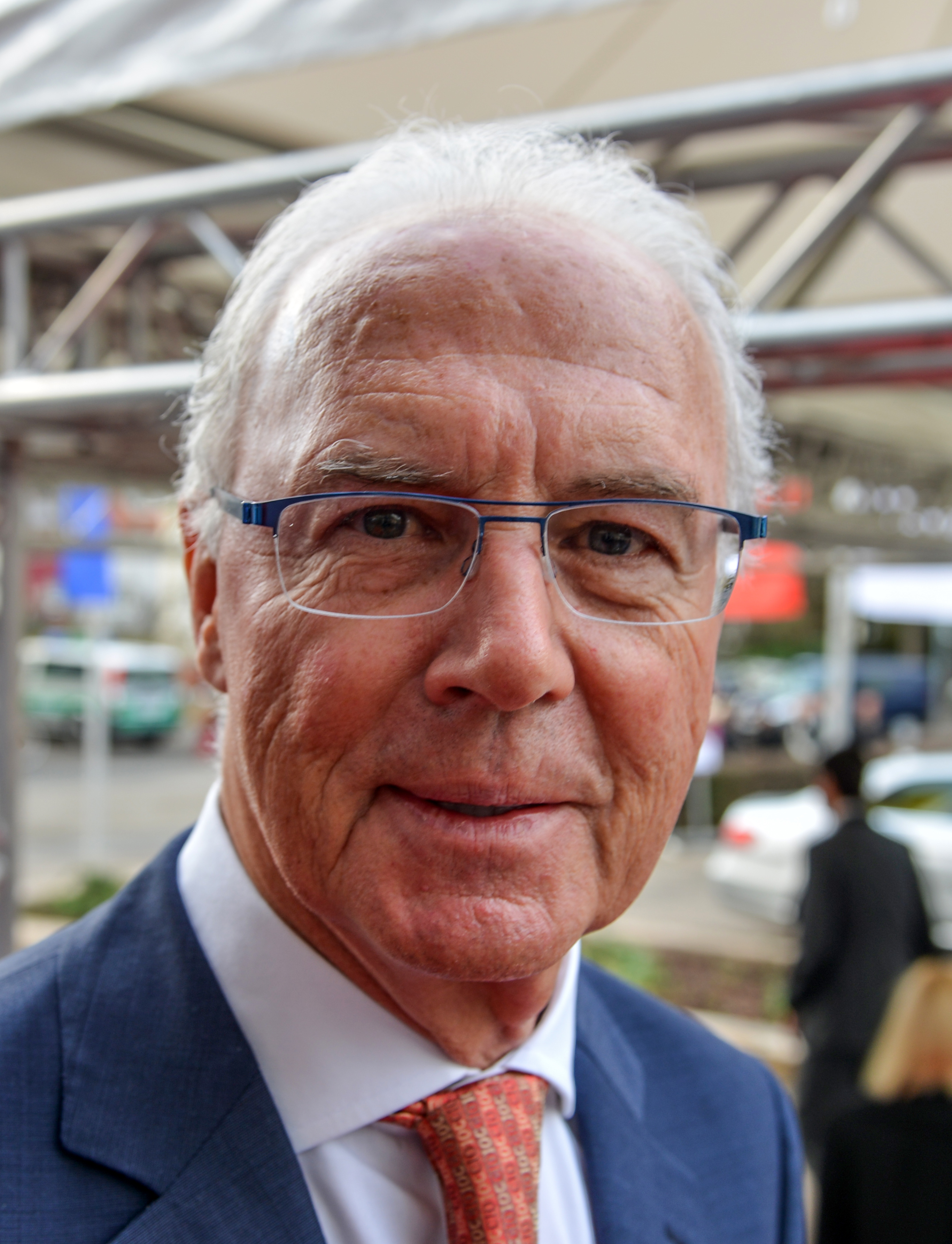
Franz Beckenbauer, personnalité incontournable et fédératrice du football à Munich.

L'ancien international autrichien Richard Dombi Kohn, arrive au SV 1860 en 1928 en tant qu'entraîneur. Dans un club de plus en plus imprégné par le nazisme, il est l'un des rares juifs tolérés. Il quitte le club en 1930 et revient à Munich en 1931, pour entraîner le FC Bayern, qu'il mène vers son premier titre de champion d'Allemagne.
L'entraîneur emblématique du TSV 1860 Max Merkel a failli entraîner l'équipe professionnelle du FC Bayern. En mars 1979, le FCB traverse une crise interne intense et l'entraîneur Gyula Lóránt est contraint à la démission. Le président Wilhelm Neudecker nomme alors Merkel entraîneur. Une fronde menée par Sepp Maier et Paul Breitner contre Merkel entrave toutefois les plans du président. Selon eux, l'équipe ne souhaitait pas sa venue et préférait la titularisation de Pál Csernai, l'adjoint de Lorant. Finalement, Csernai est conservé, menant d'ailleurs le FC Bayern à son premier titre depuis six ans. Selon l'auteur Thomas Huetlin, cet épisode est important car « pour la première fois dans l'histoire du football allemand, quelques joueurs ont influencé un club tout entier ».
Franz Beckenbauer, président du FC Bayern de 1994 à 2009 et président d'honneur du club rouge depuis, est membre à vie du TSV 1860 depuis 1998. Le Kaiser est très apprécié parmi les fans du TSV 1860. En 2001, alors président du FC Bayern, il aurait partagé de la Weißwurst avec les supporteurs du TSV 1860. Une photo du footballeur est par ailleurs accrochée dans la cafétéria du TSV 1860. Beckenbauer reste toutefois une source de raillerie entre les deux clubs : ainsi, pour ses 70 ans, en 2015, le TSV 1860 termine son communiqué d'anniversaire par « il est simplement dommage qu'il ait joué pour la mauvaise équipe - sinon tout aurait été parfait. Joyeux anniversaire, Franz Beckenbauer ! ».
En 2009, l'ancien joueur du TSV 1860 Harald Cerny, devenu entraîneur des moins de 15 ans du TSV 1860, signe au FC Bayern où il remplace Mehmet Scholl en tant qu'entraîneur des moins de 14 ans. La nouvelle surprend considérablement les supporteurs du TSV 1860, dans la mesure où Cerny est le joueur le plus capé de l'histoire du TSV. La nouvelle fait « l'effet d'un coup de marteau » car « Cerny n'est pas n'importe quel Lion ». Cerny explique être « reconnaissant » au TSV 1860 où il est resté presque quatorze ans, mais justifie son choix de par le fait qu'il « a décidé de passer à une étape suivante dans [s]a carrière, une étape importante pour [s]on développement personnel et qui aurait été impossible au TSV 1860 ».
L'ancien international allemand Karl-Heinz Rummenigge devient président du conseil exécutif du FC Bayern en 2009. Joueur, il s'était notamment distingué pour avoir donné une gifle à un joueur du TSV 1860 lors d'un derby en novembre 1977. Président, ses déclarations provocatrices contribuent au maintien de la rivalité entre les deux clubs. En mars 2015, il accuse le TSV 1860 de coûter trop cher à l'Allianz Arena, pour laquelle ils payent un loyer négocié de 1,5 million d'euros. À la même période, il juge que le TSV 1860 devrait quitter l'Allianz-Arena en cas de relégation en 3. Liga. En décembre 2015, il est jugé « irrespectueux » après avoir déclaré au sujet de la potentielle construction d'un nouveau stade pour le TSV 1860 « C'est toujours comme ça au 1860 : ils annoncent beaucoup, mais jamais directement ».
Dans les années 2010, Toni Tapalović est l'entraîneur des gardiens du FC Bayern tandis que son frère, Filip Tapalović, est entraîneur-adjoint du TSV 1860. Filip Tapalović se rend tous les jours au TSV 1860 avec la voiture de son frère, sur laquelle figure un autocollant pro-Bayern « M-RM » (c'est-à-dire München Rekordmeister, soit « le maître des records de Munich » ou « le champion de Munich ») alors que les fans du TSV utilisent l'autocollant « M-GL » (c'est-à-dire Münchens Große Liebe, soit « le grand amour de Munich »).

### Joueurs
En 1910, le FC Bayern débauche « pour une somme non négligeable » le gardien international autrichien Karl Pekarna, qui jouait auparavant au FC Wacker. Pekarna constitue une pièce-maîtresse de l'équipe du FC Bayern d'avant la Première Guerre mondiale.
Le futur international allemand Franz Beckenbauer, originaire de Munich, commence le football au SC 1906 Munich. À treize ans, en 1958, il envisage d'intégrer le TSV 1860, qui est alors le club le plus prestigieux de Munich. Toutefois, lors d'un match de jeunes joué face au TSV 1860, un joueur adverse le frappe violemment. Dégoûté, le jeune Beckenbauer change d'avis et continue sa carrière au FC Bayern où son oncle Alfons jouait déjà, sans postuler au TSV 1860. La gifle qu'aurait donné le joueur du TSV à Beckenbauer est rentrée dans la « légende » de l'international allemand et du derby. Au début de sa carrière, Beckenbauer est semi-professionnel et travaille dans un magasin de tissus. Son chef, un mécène du TSV 1860, essaye régulièrement de le convaincre de signer au TSV 1860, sans succès. À partir de 1965 et la promotion du FC Bayern en Bundesliga, les sollicitations deviennent moins fortes.

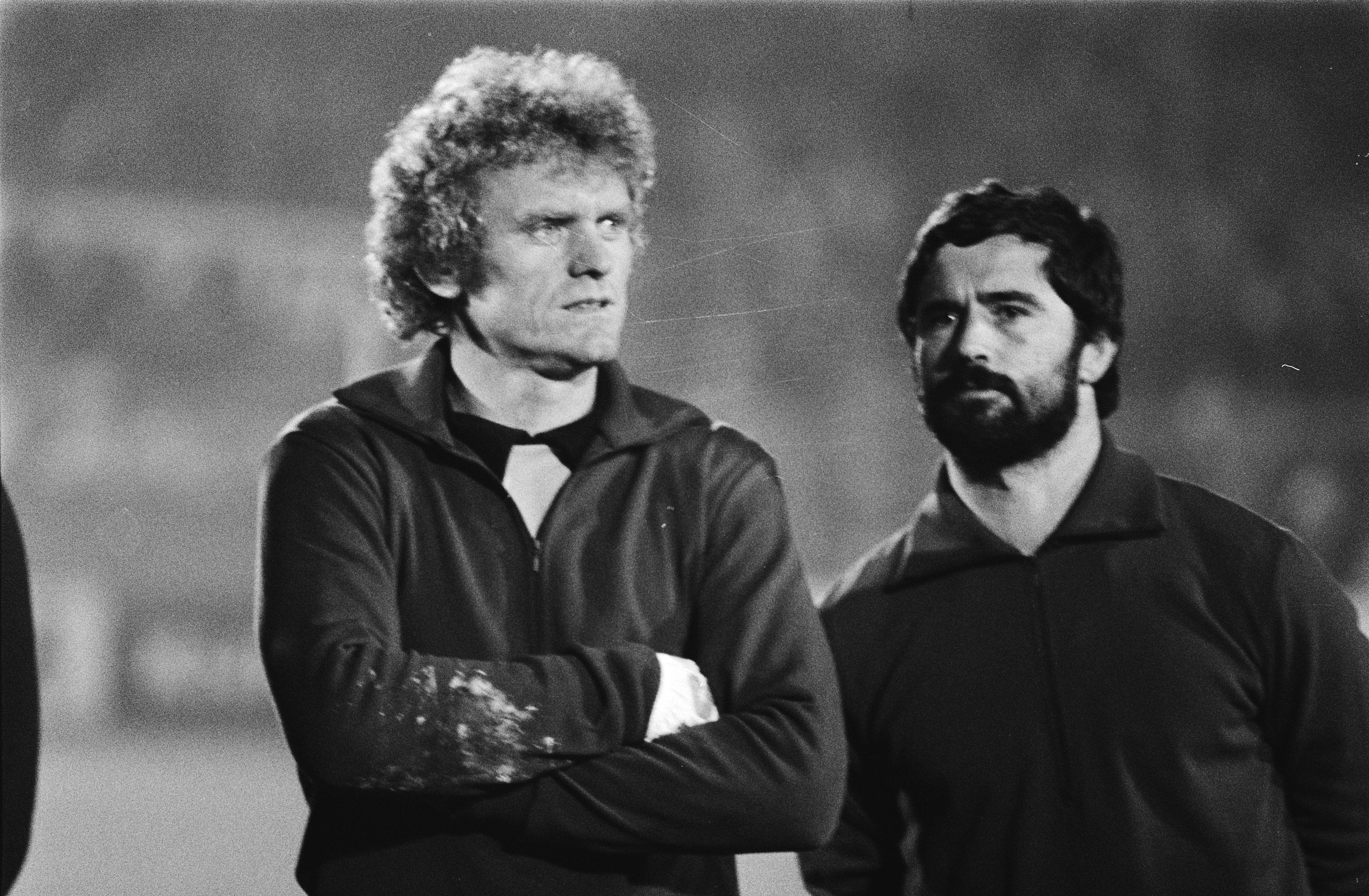
Sepp Maier et Gerd Müller, ici en 1978.

À la même période, le gardien Sepp Maier n'a pour sa part pas hésité entre les deux clubs avant de choisir le FC Bayern. Le FC Bayern « lui a toujours davantage plu ». Il explique ce choix de par le fait que le FC Bayern avait « l'équipe la plus élégante » et qu'il était un « homme élégant ». Maier justifie également son choix de par le fait, plutôt simple, qu'il préférait le rouge des maillots du Bayern au bleu des maillots du TSV 1860.
En 1962, le TSV 1860 recrute le gardien international yougoslave Petar Radenković. Il marque le derby par ses sorties impressionnantes, se montrant souvent décisif dans le jeu. Au printemps 1964, les deux clubs se disputent le transfert du jeune attaquant du TSV Nördlingen Gerd Müller. Alors que le TSV 1860 ne lui propose qu'une licence amateur, le FC Bayern lui propose une licence professionnelle. Le futur international signe alors au FC Bayern. En 1963, alors que le TSV 1860 est promu en Bundesliga, Peter Grosser quitte le FC Bayern pour le club rival, où il restera jusqu'en 1969. Il devient un joueur emblématique du 1860, avec lequel il remporte un titre de champion d'Allemagne et une Coupe d'Allemagne. En 2011, il affirme dans une interview « Les six années que j'ai passé au Bayern étaient magnifiques, mais il n'y avait aucune pression ni présence médiatique. Rétrospectivement, je peux dire que ma période au 1860 était la meilleure », ceci en raison de ses succès sportifs notamment.
La victoire du TSV 1860 le 30 mars 1968 est due d'un côté à une excellente prestation de Ludwig Bründl et de l'autre côté à un match exceptionnellement mauvais de Franz Beckenbauer. Bründl marque le but du 3-0 pour le TSV 1860. Les deux buts marqués ensuite par le FC Bayern sont l'œuvre de Franz Roth et Gerd Müller. Jusqu'au début des années 1980, le joueur du FC Bayern Hans-Georg Schwarzenbeck dispute la plupart des derbys. Il explique son expérience en 1997 dans le film Lokalderby de Matti Bauer.
En 1979, le joueur du FC Bayern Jupp Kapellmann décide de quitter le FCB pour le TSV 1860 en raison d'un conflit l'opposant à son coéquipier Uli Hoeneß. Quand celui-ci est nommé manager général du FC Bayern, à 27 ans seulement, Kappellmann décide de partir et fait ainsi partie des rares joueurs qui changèrent de club en faveur du TSV 1860 à cette période. Selon Hoeneß, le départ de Kapellmann n'aurait rien changé à ses plans de recrutement car il ne comptait pas renouveler son contrat. Reiner Maurer, qui n'a joué pour le FC Bayern qu'en 1983-1984, est nettement plus connu pour ses performances au TSV 1860, où il évolue entre 1989 et 1995.
Stephan Beckenbauer, fils de Franz Beckenbauer, a joué successivement pour les deux clubs au cours des années 1980 et 1990. En effet, formé au FC Bayern, il contacte le club rival en 1988 malgré l'histoire très connue de la gifle qu'aurait reçu son père et qui l'aurait décidé à signer au FCB, dans la mesure où le TSV 1860 représentait pour lui l'opportunité de commencer sa carrière dans un club professionnel en se distançant de son père, mais sans être contraint de déménager. Face à des difficultés pour s'imposer en équipe première, il quitte le club en 1990 pour d'autres équipes, mais revient à Munich en 1994 où il joue avec les amateurs du FC Bayern.

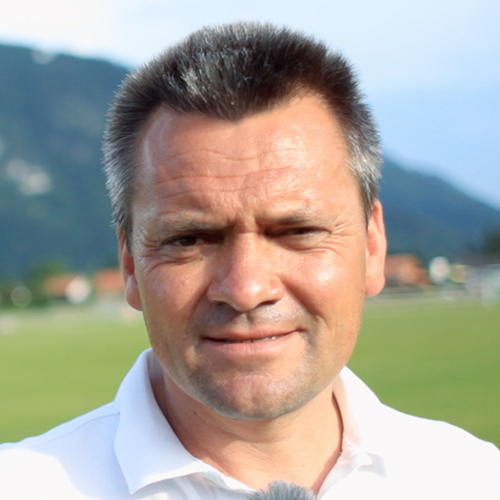
Manfred Schwabl, ici en 2013.

À la même période, le milieu Manfred Schwabl présente la particularité d'avoir effectué sa carrière successivement dans les trois plus grands clubs bavarois : le FC Bayern, le 1. FC Nuremberg et le TSV 1860. En 2016, il déclare en interview « chaque club a une autre culture, et chacun ne peut être évalué que positivement. Je me sentais bien absolument partout ». Comme meilleur souvenir de sa carrière, il cite à égalité son premier match de Bundesliga au FC Bayern et son capitanat au TSV 1860.
En 1984, Ludwig Kögl quitte le TSV 1860, alors en Bayernliga (troisième niveau allemand) pour le FC Bayern.
Dans les années 1990 et 2000, la baisse graduelle du nombre de joueurs « locaux » dans les deux équipes contribue à la baisse de popularité du derby. Toutefois, pour le capitaine du TSV 1860 Roland Kneißl, « c'est un combat prestigieux ».
En février 2003, le joueur du FC Bayern Mehmet Scholl marque les esprits en inscrivant un triplé lors du derby. Les deux autres buts de cette victoire 5-0 sont inscrits par Bixente Lizarazu et Claudio Pizarro. En 2004, Andreas Görlitz quitte le TSV 1860 au profit du FC Bayern. Lors des derbys, il est régulièrement sifflé par les fans du TSV. Toutefois, ce dernier se blesse rapidement et se retrouve en manque de temps de jeu, ce qui l'amène à signer au FC Ingolstadt 04. En 2013, il envisage sérieusement de retourner au TSV 1860, mais signe finalement aux États-Unis. En outre, il explique que le FC Bayern était pour lui un « défi sportif », mais que son transfert était plus justifié par des raisons financières pour le TSV 1860, qui a négocié d'importantes indemnités.
À la fin des années 2000, l'Ama-Derby est l'occasion pour les entraîneurs des deux réserves de redonner du temps de jeu à des joueurs de l'équipe professionnelle, notamment Holger Badstuber, Toni Kroos et Mats Hummels pour le FC Bayern, et Florian Jungwirth pour le TSV 1860.

## Aspects socio-économiques

### Incidents et provocations
En novembre 1978, lors d'un derby de Bundesliga, le joueur du FC Bayern Karl-Heinz Rummenigge gifle le joueur du TSV 1860 Beppo Hofeditz après que celui-ci l'a traité de « cochon rougeaud ». Rummenige reçoit un carton rouge en conséquence de sa réaction violente.
En 2002-2003, pour la 100e victoire du FC Bayern, les supporteurs de la Südkürve proposent une chorégraphie dont le panneau principal représente un roi faisant tomber un pion. La chorégraphie est refusée par le club notamment considération faite du fait qu'en allemand, pion se dit Bauer, ce que l'on peut traduire également par « paysan ».
En février 2008, peu avant le derby opposant les deux clubs en quarts de finale de la Coupe d'Allemagne de football 2007-2008, des graffitis pro-Bayern sont apposés par des inconnus sur la tribune ouest du Grünwalder Stadion. Le préjudice est évalué à 10 000 €, selon le porte-parole du TSV 1860, Jörg Krause. Thomas Emmes, membre de l'association Fanprojekt München, espère pour sa part que ces provocations ne se traduisent pas en incidents lors du derby, prévu le lendemain.
Le dimanche 22 mai 2011, avant un match opposant des équipes de jeunes du FC Bayern et du TSV 1860, une bagarre éclate entre des supporters du FC Bayern et des supporters du TSV 1860. La police intervient à la fin du match et fait 91 arrestations.
En août 2013, en marge d'un match de Regionalliga entre les équipes réserves des deux clubs, un groupe de supporteurs du TSV 1860 lance des bouteilles vides sur les forces de l'ordre; un supporter de 15 ans est arrêté en possession de pétards et de bombes fumigènes; tandis qu'une heure avant le match, des supporteurs du TSV 1860 tentent de prendre d'assaut le virage ouest du Grünwalder, où sont parqués les fans du FC Bayern. À l'issue du match, de violents affrontements éclatent entre groupes de supporteurs rivaux, amenant la police à faire huit interpellations. En août 2014, l'Ama-Derby est émaillé de violences et de jets de projectiles et de fumigènes entre les groupes ultras des deux côtés. Onze personnes sont arrêtées tandis que quatre policiers sont légèrement blessés.

### Sécurité

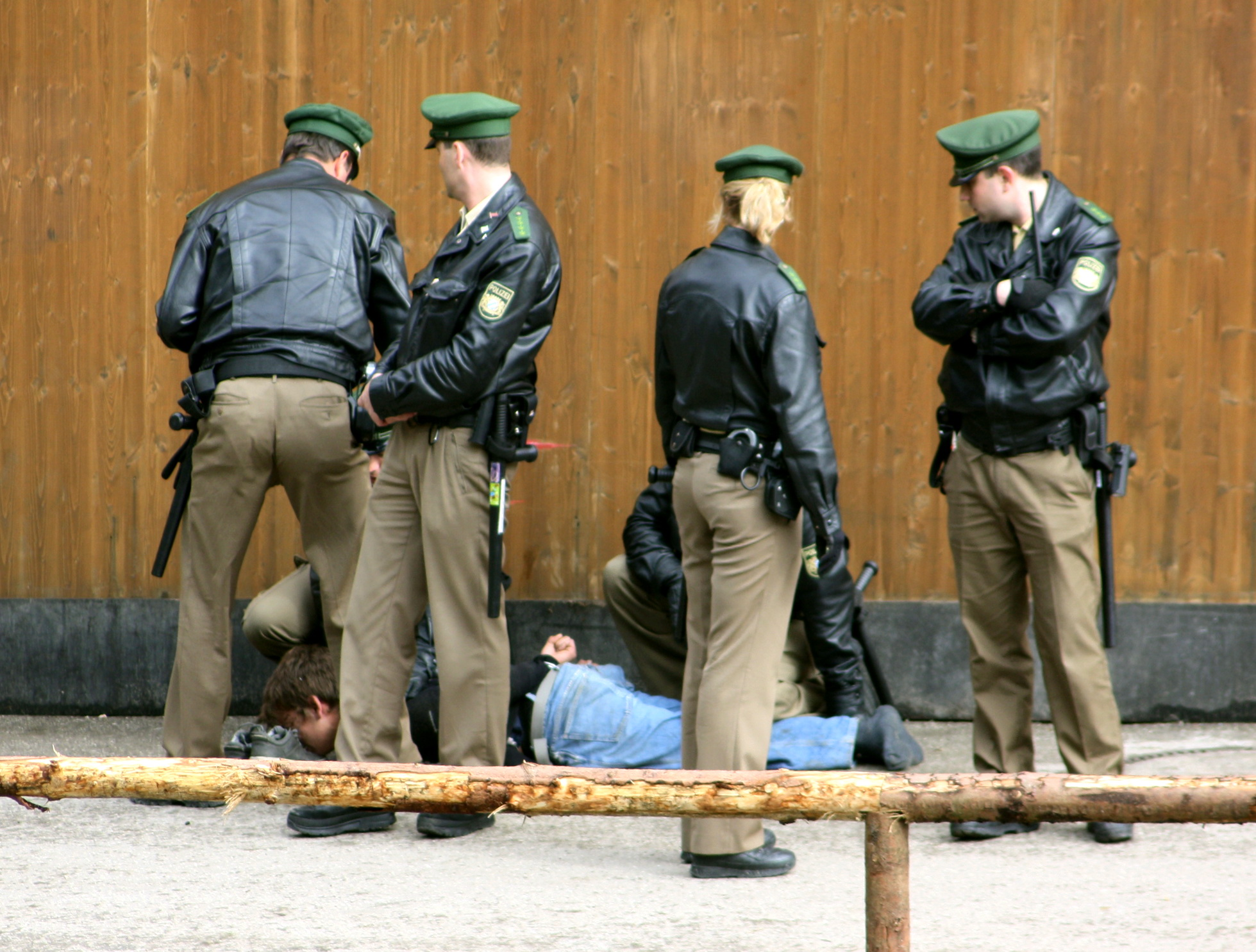
Policiers allemands de Bavière.

Les rencontres entre les deux clubs, tant au niveau professionnel qu'au niveau régional où s'affrontent régulièrement les équipes-réserves, sont considérées comme très sensibles par la Landespolizei. De ce fait, des dispositifs de sécurité déployés autour des matchs sont souvent impressionnants. Par exemple, en avril 2015, à l'occasion d'une rencontre de Regionalliga entre les réserves des deux clubs près de 1 200 agents sont déployés au Grünwalder Stadion et dans les environs. En novembre 2015, alors que 12 500 personnes sont attendues, environ 800 membres des forces de sécurité sont déployés.
En décembre 2007, à l'issue d'un Ama-Derby relativement calme, la police, en particulier les Unterstützungskommandos et la Bereitschaftspolizei, mènent une opération violente injustifiée contre des supporters du TSV 1860, dont des femmes et des enfants. Malgré les nombreux témoignages affirmant le caractère disproportionné de l'intervention et les traumatismes des supporters impliqués, aucune plainte n'a entraîné de procès ou de condamnation, faute de possibilité d'identification des policiers fautifs. Cet incident appuie les revendications des ultras de la Nordkurve, qui, comme de nombreux groupes de supporteurs en Allemagne, souhaitent que les policiers portent un numéro d'identification sur leur uniforme.
Selon les rédacteurs du forum de supporteurs loewenfreund.de, les problèmes de sécurité autour de l'Ama-Derby d'août 2013 sont liés au fait que trop peu d'entrées ont été ouvertes, eu égard aux 3 500 supporteurs du TSV 1860 qui étaient attendus à cette occasion. Ces supporteurs dénoncent ainsi une trop forte présence policière au détriment d'une organisation plus raisonnée.

### Supporteurs et folklore de la rivalité

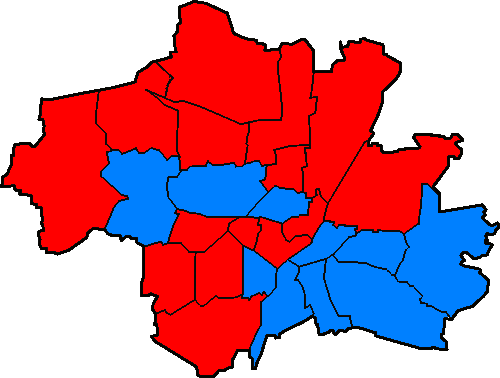
Équipe préférée par quartier de Munich selon lAbendzeitung.
FC Bayern
TSV 1860

En 2003, l'Abendzeitung publie un plan de Munich montrant le club préféré des habitants en fonction du quartier où ils habitent. L'infographie est basée sur un sondage réalisé par correspondance (mail, fax, SMS ou commentaires sur le site internet du journal) pendant une semaine. Selon le quotidien munichois, 10 quartiers soutiendraient majoritairement le TSV 1860, contre 15 pour le FC Bayern Munich.
La dimension politique du derby amène les médias à se questionner sur les supporteurs des deux clubs parmi la classe politique bavaroise. Ainsi, T-Online souligne le fait que Christian Ude, le maire de Munich, soutient le TSV 1860 alors qu'il est membre de la SPD et qu'Edmund Stoiber, le ministre-président de Bavière, soutient le FC Bayern alors qu'il est membre de la CSU.
Régulièrement, les supporters des deux camps organisent des marches entre le centre-ville de Munich et le stade où se déroule la rencontre. La police doit souvent contrôler l'usage fait par les supporters des moyens pyrotechniques. En novembre 2015, de nombreux fans du Bayern Munich se retrouvent Candidplatz et marchent jusqu'au Grünwalder Stadion.
Lors des derbys, les supporteurs des deux clubs se séparent entre Nordkurve (en français : virage nord) et Südkurve (en français : virage sud). Les fans du FC Bayern, dans la Nordkurve, sont regroupés depuis 2007 au sein de l'association FC Bayern Fanclub Nordkurven-Supporters e.V. (en français : Fan-club des supporteurs du FC Bayern du virage nord).
À l'issue des derbys s'achevant par une victoire du FC Bayern, les supporteurs du FC Bayern, entonnent la chanson Derbysieger sur l'air de Country Roads, une chanson de Hermes House Band. Les paroles scandent notamment « FC Bayern, Derbysieger (Europacupsieger, Pokalsieger), FCB oh FCB! » (en français : « FC Bayern, Vainqueur du derby (Vainqueur de la Coupe d'Europe, Vainqueur de la Coupe [d'Allemagne]), FCB oh FCB ! »). Les derbys s'achevant par une victoire du TSV 1860 sont marqués par les cris « Derbysieger! Derbysieger! » (en français : « Vainqueur du derby ! vainqueur du derby ! ») des fans dans les tribunes.

### Couverture médiatique

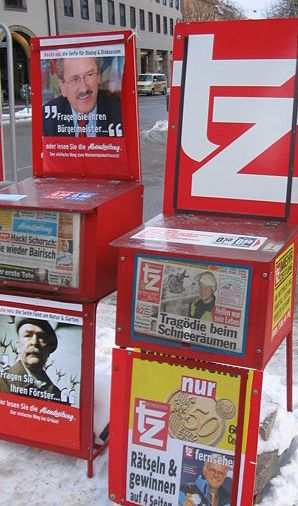
La presse écrite munichoise couvre largement les derbys.

En mars 1995, le périodique édité par le FC Bayern Bayern Magazin accorde sa une au 181e derby et traite largement du sujet. Le 19 juillet 2004, le 200e derby, joué à l'Olympiastadion, est retransmis en direct par la télévision bavaroise. En 2008, le match de DFB-Pokal opposant les deux clubs peut être suivi en direct sur internet grâce à un fil info mis à jour automatiquement du site kicker.de.
En 2015, l'Ama-Derby entre les réserves des deux clubs est diffusé en direct sur Sport1. Le diffuseur allemand retransmet chaque année cinq rencontres de Regionalliga, le derby faisant toujours partie de cette sélection. Sport1 met également en place un streaming accessible depuis tous supports numériques pour voir le match en direct.
Les derbys sont également très commentés sur Twitter où des hashtags lui sont dédiés. En particulier, les hashtags #AmateureDerby, #DerbyStimmung et #M60FCB reviennent régulièrement. Les journaux allemands Süddeutsche Zeitung et Abendzeitung offrent une couverture importante au derby et dépêchent des envoyés spéciaux au stade les soirs de matchs, y compris pour les Ama-Derbys. Le périodique sportif Kicker accorde également des articles au derby, que ce soit en Bundesliga ou en Regionalliga,.

### Culture populaire
En 1997, le film Lokalderby. Eine Stadt im Fußballfieber (en français : « Le derby local. Une ville dans la fibre du football ») du réalisateur allemand Matti Bauer traite de l'histoire de la rivalité entre les deux clubs depuis leur premier match en 1902 jusqu'à 1997 soit durant 185 matchs. Le film, qui dure 90 minutes, présente des images d'archives et des interviews des joueurs et anciens joueurs des deux clubs.
En 2010, le livre Das große Bayern-Buch (en français : « le Grand Livre du Bayern »), destiné à un public jeune, accorde une section entière au derby, dont il entend expliquer le sens,. En 2016, l'auteur Roman Beer évoque largement le derby du 14 août 1965 dans son livre Der Triumph der Löwen (en français : « Le triomphe des lions ») traitant de la saison 1965-1966 du TSV 1860, saison qui commence par un derby face au FC Bayern, le premier de l'ère professionnelle. L'auteur insiste sur les anecdotes autour du derby, ainsi, on y apprend que Max Merkel aurait fumé cinq cigarettes pendant les 90 minutes du derby.

## Statistiques

### Statistiques des confrontations
Sur l'intégralité des 204 rencontres, en 2016, on ne comptait que 9 matchs nuls sans but (0-0) entre les deux formations. Les scores le plus courant sont 1-0 et 3-1. Sur l'intégralité des derbys, 21 sont des 2-0 et 19 sont des matchs nuls 1-1.
De 1919 à 1922, le SV 1860 et le FC Bayern s'affrontent en Kreisliga puis en Bezirksliga jusqu'en 1933, où les deux clubs sont reversés en Gauliga. À part en Kreisliga où le bilan est équilibré (3 victoires du 1860, 3 nuls, 3 victoires du FCB), le bilan des autres championnats disputés à cette période est à l'avantage du FC Bayern, notamment la Gauliga. Après la Deuxième Guerre mondiale, le derby se joue 28 fois en Oberliga Sud, pour 13 victoires du FC Bayern et 8 du TSV 1860. Entre 1965 et 2004, les deux clubs se sont affrontés 36 fois en Bundesliga, parmi lesquels 21 victoires du FC Bayern et 7 victoires du TSV 1860.
Les deux clubs se sont également affrontés à quelques reprises en coupes nationales, notamment en 1972, pour le compte du Ligapokal, en phase de poule. Les deux matchs, aller et retour, sont remportés par le FC Bayern. En DFB-Pokal, les deux clubs s'affrontent en 1958-1959, en qualifications, puis à nouveau en 1966-1967, en demi-finale, victoire du FCB. Il faut attendre 2007-2008 pour que les deux clubs se retrouvent à nouveau en DFB-Pokal, en huitièmes de finale, où le FC Bayern l'emporte 1-0.
Le tableau suivant récapitule les résultats des confrontations entre les deux clubs en compétitions officielles et en matchs amicaux depuis 1902.
| Compétition               | Victoires du TSV 1860 | Matchs nuls | Victoires du FC Bayern | Total |
| ------------------------- | --------------------- | ----------- | ---------------------- | ----- |
| Bundesliga                | 8                     | 7           | 21                     | 36    |
| Oberliga Sud              | 8                     | 7           | 13                     | 28    |
| Bezirksliga               | 6                     | 7           | 7                      | 20    |
| Championnat de Munich     | 1                     | 0           | 1                      | 2     |
| Classe A                  | 0                     | 1           | 8                      | 9     |
| Gau                       | 1                     | 2           | 4                      | 7     |
| Gauliga                   | 5                     | 7           | 12                     | 24    |
| Gaumeisterschaft          | 3                     | 2           | 3                      | 8     |
| Kreisliga                 | 3                     | 3           | 3                      | 9     |
| Ostkreisliga              | 0                     | 1           | 5                      | 6     |
| Süddeutsche Meisterschaft | 2                     | 0           | 2                      | 4     |
| DFB-Pokal                 | 0                     | 2           | 2                      | 4     |
| Ligapokal                 | 0                     | 0           | 2                      | 2     |
| Münchner Pokal            | 2                     | 0           | 0                      | 2     |
| Süddeutscher Pokal        | 0                     | 1           | 1                      | 2     |
| Matchs amicaux            | 11                    | 10          | 18                     | 39    |
| Total                     | 50                    | 50          | 102                    | 202   |

Mise à jour : 7 mai 2016.

### Records
En Bundesliga, la plus large victoire du TSV 1860 est obtenue le 11 novembre 1977, où le club bat son rival 3-1. La plus large victoire du FC Bayern en Bundesliga date pour sa part du 14 février 2003, où le TSV 1860 est battu 5-0. Sur l'ensemble des derbys, la plus large victoire du FC Bayern est obtenue lors d'un match amical disputé le 3 octobre 1909, remporté 7-0 par les Rouges.
Le match le plus prolifique en buts remonte au 4 juillet 1915, où le TSV 1860 s'impose 9-4. Treize buts sont donc marqués au cours de cette rencontre. En Bundesliga, le match le plus prolifique en buts date du 10 mai 1980 où 7 buts sont marqués lors d'une victoire 6-1 du FC Bayern.
L'année la plus riche en derbys est 1916, où les deux clubs s'affrontent sept fois entre le 27 février et le 26 novembre. En 1917, les deux clubs s'affrontent six fois. La plus longue série d’invincibilité est obtenue par le FC Bayern, invaincu pendant 24 matchs entre avril 1978 et avril 1999. Le TSV 1860, pour sa part, n'a jamais réussi à être invaincu plus que pendant cinq derbys, performance atteinte entre 1922 et 1923, 1925 et 1927, 1950 et 1951 et enfin entre 1977 et 1979.
En Bundesliga, le FC Bayern est le club qui a été sanctionné par le plus de cartons rouges, avec huit expulsions contre six pour le TSV 1860. Sur la période 1994-2004, les deux clubs sont à égalité, avec six cartons rouges chacun.